# Christelijke Gereformeerde Kerken

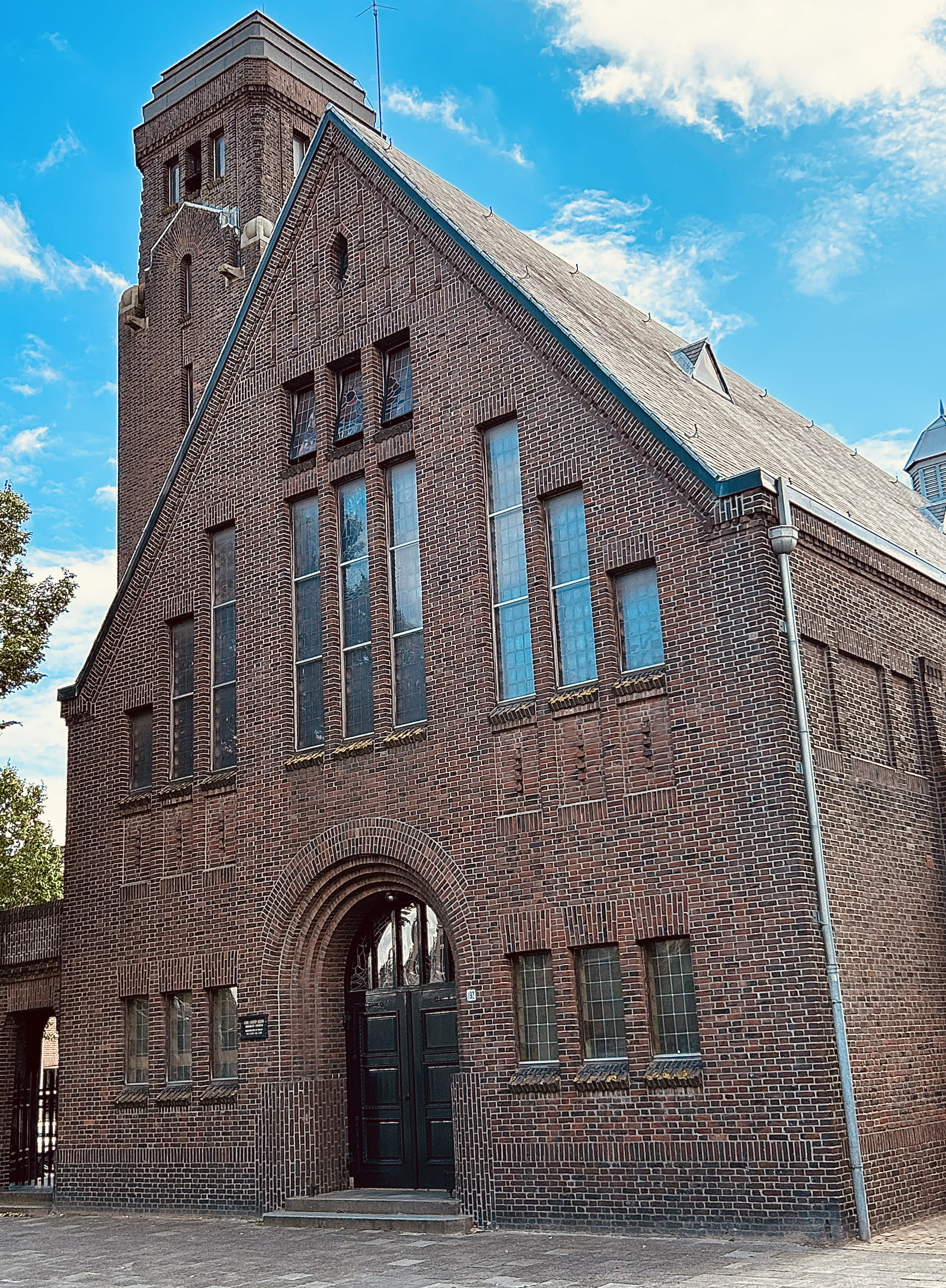
Christelijke Gereformeerde Kerk te Dordrecht (Centrum) Het gebouw dateert uit 1921

De Christelijke Gereformeerde Kerken (CGK) vormen sinds 1892 een kerkgenootschap binnen het protestantisme in Nederland.  

Ontstaan van de verschillende stromingen in Nederland

Ontstaansgeschiedenis van kerken in Nederland

Pieter Johannes Marie de Bruin vertegenwoordigde in de periode voor de Tweede Wereldoorlog het beginsel van de Christelijke Gereformeerde Kerk

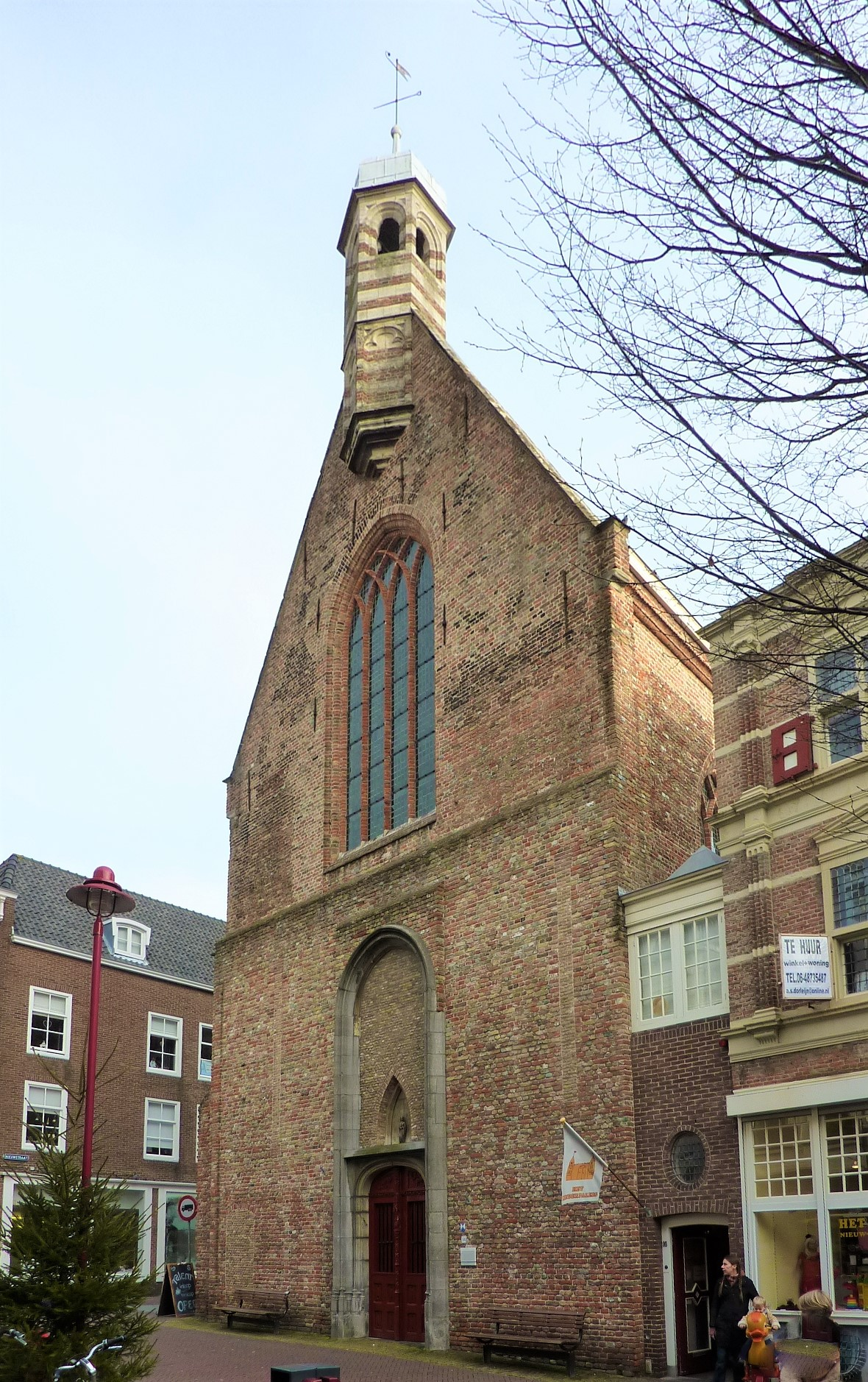
Gasthuiskapel in Middelburg waar de vereniging van 1869 plaatsvond. Momenteel in gebruik bij de Christelijke Gereformeerde Kerk Middelburg

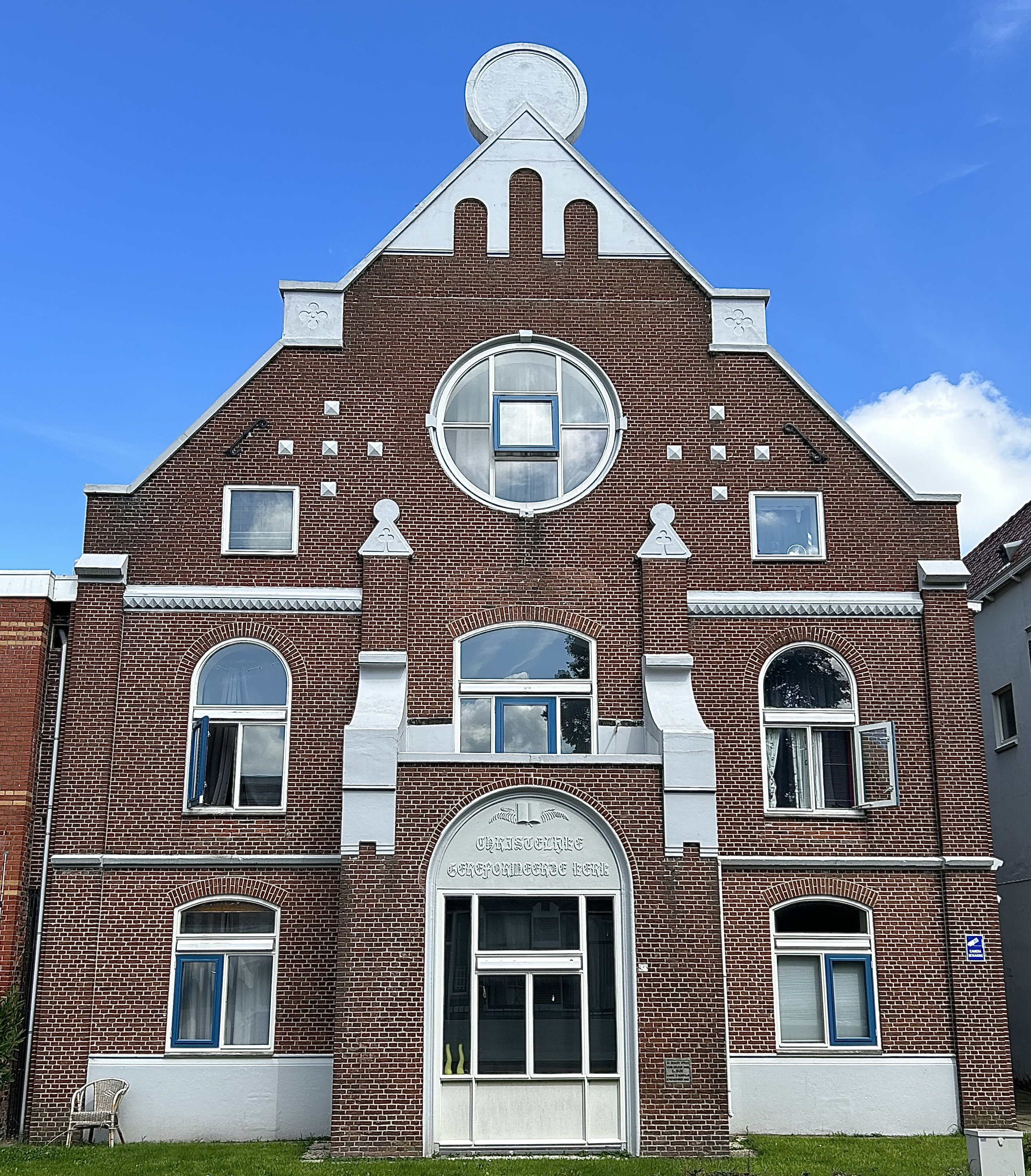
Voormalig kerkgebouw Christelijke Gereformeerde Kerk te Leeuwarden. Het gebouw dateert uit 1911.

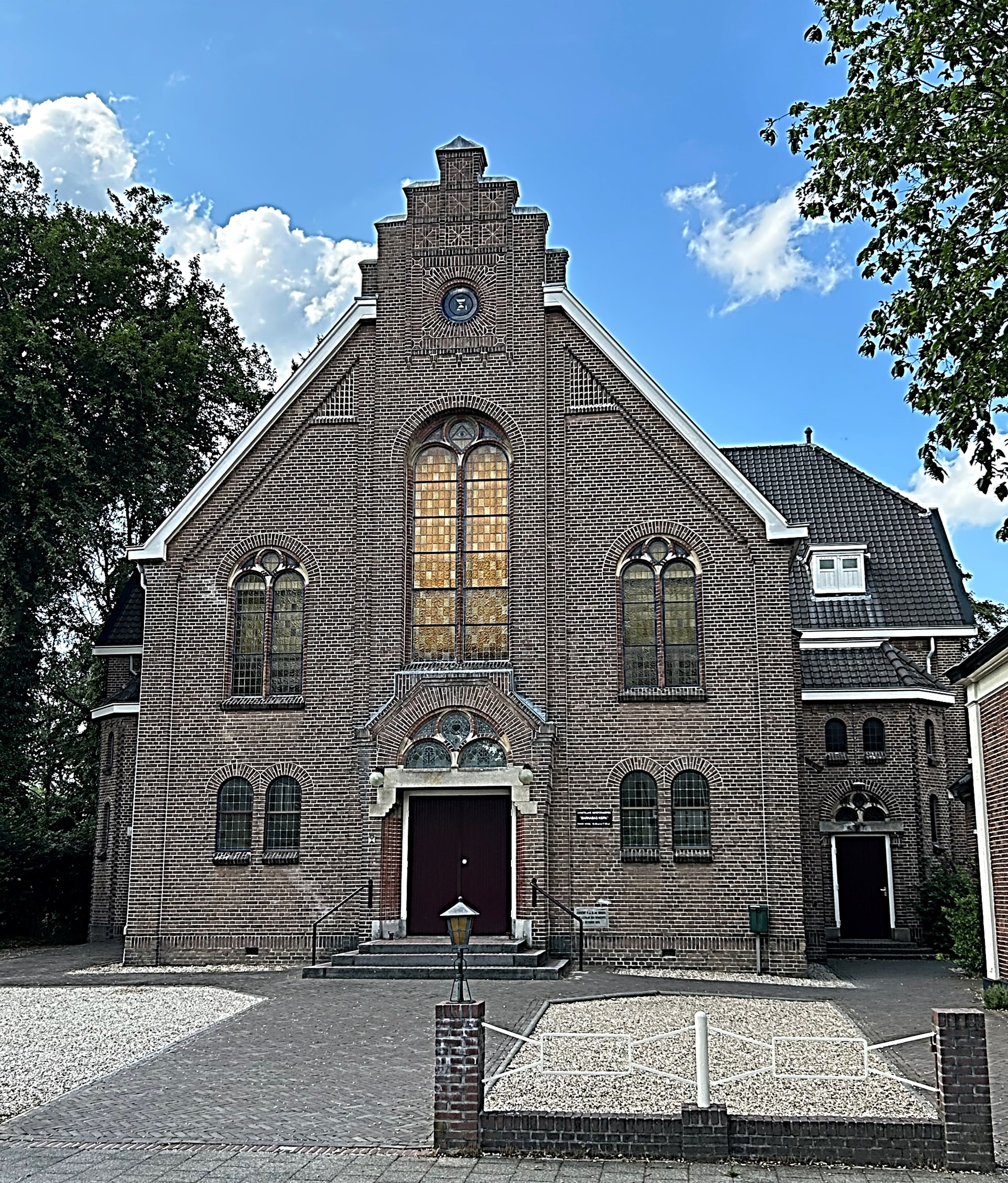
Christelijke Gereformeerde Kerk te Apeldoorn. Het gebouw dateert uit 1919

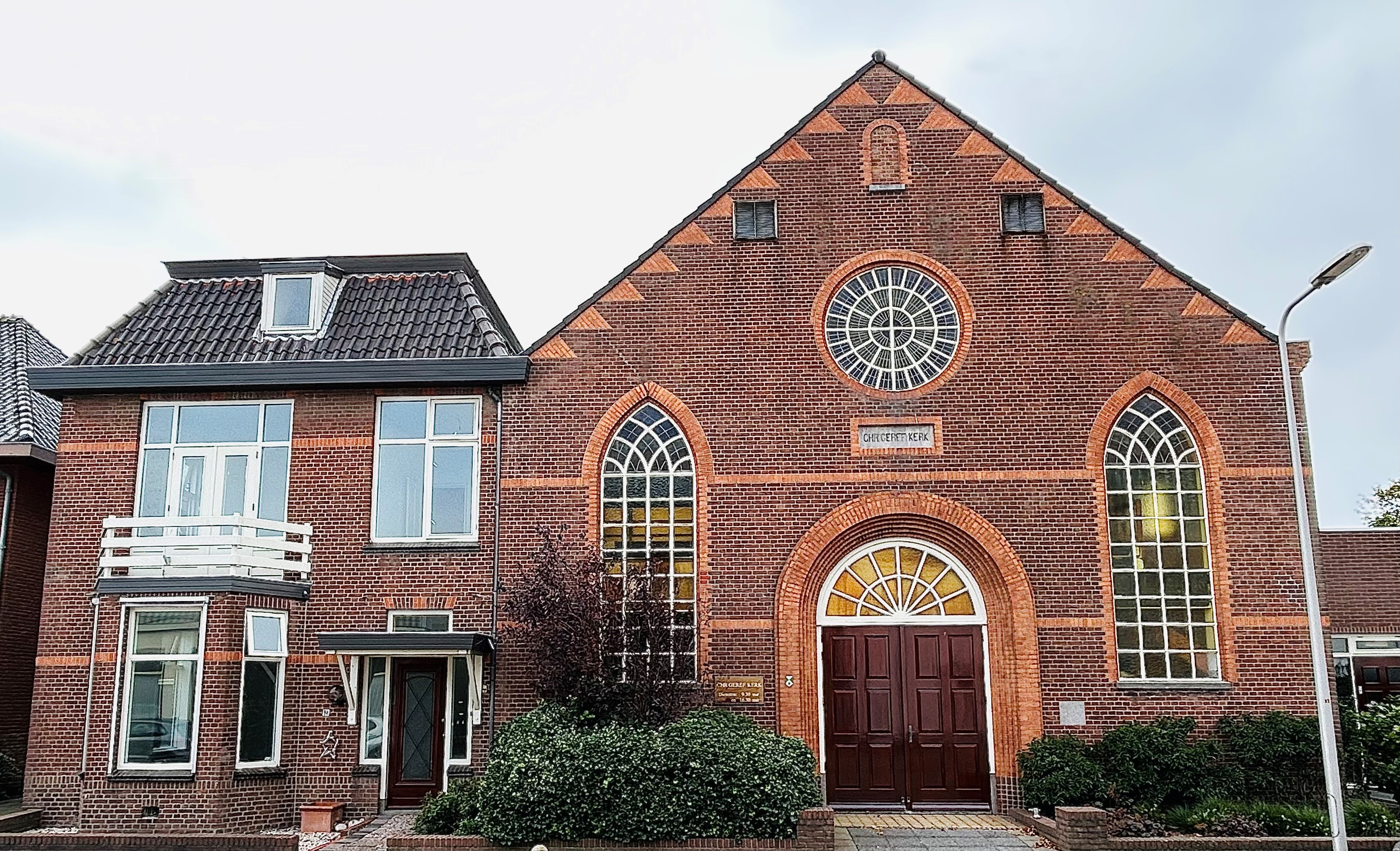
Christelijke Gereformeerde Kerk met pastorie te 's-Gravenzande. Het kerkgebouw dateert uit 1919

De meeste Christelijke Gereformeerde Kerken beleggen op zondag twee kerkdiensten waarin de Bijbel centraal staat en een gedeelte uit de Bijbel uitgelegd wordt door een voorganger. De vormgeving van de kerkdienst en de uitleg van de Bijbel is verschillend, want een plaatselijke kerk kan behoren tot de modernere orthodox-gereformeerde stroming, tot de meer behoudende bevindelijk-gereformeerde stroming of bevindt zich daar tussenin. Zoals ook in andere gereformeerde kerkverbanden zijn er twee sacramenten: de Heilige Doop en het Heilig Avondmaal. In tegenstelling tot evangelische kerken worden er in de Christelijke Gereformeerde Kerken voornamelijk kinderen gedoopt. 
Van de kerken die voortgekomen zijn uit de Afscheiding van 1834 vormen de CGK het kruispunt tussen de Nederlandse Gereformeerde Kerken en de Gereformeerde Gemeenten. Het kerkverband heeft een eigen Theologische Universiteit (TUA), eigen kerkelijke zending en onderhoudt veel contacten met kerken in het buitenland met een gereformeerde signatuur. De naam van het kerkverband verwijst naar de basis van de christelijke en gereformeerde belijdenissen: Apostolische Geloofsbelijdenis, Geloofsbelijdenis van Nicea, de Geloofsbelijdenis van Athanasius en de Drie Formulieren van Enigheid. Door het meervoud 'Kerken' wil men de zelfstandigheid van de plaatselijke gemeenten benadrukken. 
Het kerkverband telt, per 1 januari 2025, 66.572 leden en is daarmee het vierde protestantse kerkverband van Nederland in grootte. Geografisch ligt het zwaartepunt van het kerkverband in de Bijbelgordel. Opvallend is het grote aantal christelijk-gereformeerden op Urk: een op de tien christelijk-gereformeerden is lid van een kerk in dit dorp. 

## Geschiedenis

### Voorgeschiedenis en vorming van het kerkverband
De Christelijke Gereformeerde Kerken zijn voortgekomen uit de Afscheiding van 1834, toen verschillende gereformeerden zich losmaakten van de Nederlandse Hervormde Kerk, de oude volkskerk. Eén van de redenen was dat de Drie Formulieren van Enigheid daar toen niet meer functioneerden en de gereformeerde kerkregering (Dordtse Kerkorde) was afgeschaft.  
Op 13 oktober 1834 tekenden in het Groningse dorpje Ulrum de eerste afgescheidenen de Acte van Afscheiding of Wederkeer. Met deze term wilde men uitdrukken tot de gereformeerde leer te zijn teruggekeerd. Landelijk omvatte de groep binnen een jaar 20.000 leden. Onder grote druk van buitenaf en interne meningsverschillen viel men in twee groepen uiteen: de Christelijke Afgescheiden Gemeenten en de Gereformeerde Kerken onder het Kruis. Zes jaar na de troonsbestijging van Willem II in 1840 kwamen de vervolgingen van de gereformeerden buiten het hervormde kerkgenootschap grotendeels ten einde. De term gereformeerde gezindte waarmee de groep gereformeerden in breder verband (ongeacht welk kerkverband) werd aangeduid, komt van Guillaume Groen van Prinsterer. 

### Vereniging van 1869 en doorstart in 1892
In 1869 vond de hereniging plaats tussen de christelijk afgescheidenen en de meeste kruisgemeenten waardoor de Christelijke Gereformeerde Kerk ontstond. In 1886 maakte zich onder leiding van Abraham Kuyper opnieuw een groep gereformeerden los van de Hervormde Kerk waardoor de Nederduitse Gereformeerde Kerken ontstonden. Op 17 juli 1892 fuseerde de Christelijke Gereformeerde Kerk met dit kerkverband tot de Gereformeerde Kerken in Nederland. De drie gemeenten in Teuge, Zierikzee en Noordeloos besloten in 1892 niet mee te gaan met deze fusie, maar de Christelijke Gereformeerde Kerk voort te zetten.  De voornaamste woordvoerders van bezwaarden tegen de vereniging van 1892 waren de predikanten F. P. L.C. van Lingen en J. Wisse.

### Periode 1892-1944

#### Opbouw van de organisatie
Op 1 januari 1893 telde de doorgestarte Christelijke Gereformeerde Kerk negen gemeenten: Zierikzee, Noordeloos en Teuge, ’s-Gravenhage, Utrecht, Rotterdam, Dordrecht, Lutten en Arnhem. In 1894 besloot de synode tot verdeling in vier classes. In 1896 waren er 32 gemeenten, in 1908 reeds 76 gemeenten met negen preekplaatsen. 
Wisse was in zijn standplaats Den Haag gestart met theologisch onderwijs te geven aan P. J. M. de Bruin, die als enige student de Theologische School van Kampen had verlaten. Van Lingen gaf in Rotterdam les in de oorspronkelijke Bijbelse talen. In 1894 werd officieel besloten tot de oprichting van een Theologische School, waarvan de opening werd verricht in Den Haag op 11 september 1894 door J. Schotel. Tussen 1899 en 1919 was de opleiding in Rijswijk gevestigd, hierna verhuisde de opleiding definitief naar Apeldoorn. Van Lingen en J. Wisse Czn. werden als docenten benoemd. 
Het kleine blaadje dat aanvankelijk verscheen onder de naam van Het Wekkertje, groeide uit tot een tamelijk weekblad De Wekker. Een maandelijks zendingsblad verscheen onder de naam Uw Koninkrijk kome, terwijl de Bond van Christelijke Gereformeerde Jongelingsverenigingen Luctor et Emergo uitgaf. In januari 1896 verscheen het eerste kerkelijk jaarboekje. Vanaf de komst van G. Wisse als docent aan de theologische school in 1928, werden de docenten op voorstel van ds. J. W. Geels (1880-1950) hoogleraar of professor genoemd.

#### Theologische accenten
Na 1892 profileerde de Christelijke Gereformeerde Kerk zich overwegend als bevindelijk-gereformeerd. Van Lingen legde de nadruk op wedergeboorte en bekering, wat het staan naar kennis en waardering van de wetenschap, voor zover niet in strijd met de Schrift als Gods openbaring, voor hem niet in de weg stond. De docenten A. van der Heijden, F. Lengkeek, G. Wisse, en J. Hovius bewogen zich ook in deze lijn. Het accent werd later verlegd "naar de rechtvaardiging door het geloof," volgens T. Brienen als gevolg van een 'Calvijn-reveil' waar W. Kremer, hoogleraar in de periode 1954 - 1969, een voortrekkende rol in had. 

#### Zoeken naar verbinding
De christelijk-gereformeerden hadden een sterk roepingsbesef om alle gereformeerden te verenigen die ten volle wilden leven overeenkomstig de Bijbel en de (gereformeerde) geloofsbelijdenissen. In 1909 was er aandacht voor het in 1907 ontstane kerkverband van de Gereformeerde Gemeenten, maar de conclusie was “dat de tijd voor vereniging nog niet rijp was.” Andersom bleek gereserveerdheid. De prominente predikant G.H. Kersten verweet de Christelijke Gereformeerde Kerk "gebrek aan beginsel." Ook wilde hij de Nederlandse Hervormde Kerk niet als ‘vals’ bestempelen. Op de achtergrond speelden politieke aspecten een rol (ARP-SGP). De politieke voorkeurstrijd leverde binnen het kerkverband van de CGK spanningen op. 

#### Discussie over het genadeverbond met de Gereformeerde Gemeenten
In 1919 was de conclusie van de CGK-synode: "de Gereformeerden Gemeenten staan met ons op één wortel des geloofs" en "vertonen kentekenen van de ware kerk." Langzaam maar zeker groeiden de contacten hoewel stroef van aard. Deze contacten werden afgebroken toen Kersten in De Saambinder van 12 april 1928 aandacht besteedde aan 'een nieuw opkomende dwaling’, nl. die van de drieverbondenleer. Aanleiding vormde het in september 1927 verschenen catechisatieboekje van de christelijke gereformeerde predikant J. Jongeleen. Volgens Kersten werd het genadeverbond in dit boekje "te conditioneel" voorgesteld en "losgemaakt van de verkiezing." Van der Schuit, Jongeleen, en De Bruin verdedigden hierop de leer van het genadeverbond zoals binnen de CGK werd geleerd. Toen Kersten een poging deed om de invloedrijke Wisse aan zijn zijde te krijgen, koos deze voor de zijde van De Bruin en de christelijk-gereformeerde verbondsopvatting. De Bruin benadrukte dat er in zijn kerk ruimte was voor een afwijkende opvatting, zolang dit geen onschriftuurlijke consequenties tot gevolgen zou hebben. Volgens de Amersfoortse predikant G. Salomons, die zichzelf bestempelde als 'gematigd tweeverbonder', moeten "beide lijnen elkaar in evenwicht houden: verkiezing en verwerping opkomend uit het soeverein welbehagen, werken en doel ter verheerlijking Gods. [Maar] de verkiezing in de Heilige Schrift [wordt ons] niet slechts in abstracto, maar veeleer in concreto geopenbaard (ook de verwerping), n.l. in verband gebracht wordt met onze mensheidsgeschiedenis en de geschiedenis des heils." "Infra en supra behoren in de kerk niet tegenover elkander te staan, ze staan naast elkander, vullen elkander aan, kunnen elkander in het evenwicht houden."

### Periode 1944-1953
Gedurende de jaren dertig en veertig komen verschillende voorgangers met een bevindelijk-gereformeerde signatuur over naar het kerkverband waaronder W. Baaij (1893-1961), D.L. Aangeenbrug (1891-1984) en L. Gebraad (1894-1980). Het gedachtegoed van G. Wisse had op hen aantrekkingskracht, maar in praktijk bleek niet altijd affiniteit met het hele kerkverband waar veel waarde werd gehecht aan naleving van de kerkorde en een opleiding voor predikanten.
In de periode na de Tweede Wereldoorlog speelde invloed van J.G. Woelderink een rol. Deze theoloog zette zich af tegen de Gereformeerde Kerken in Nederland (Kuyper), maar ook de Gereformeerde Gemeenten (Kersten). Hij bedrukte het verbond en het geloof als noodzakelijke reactie daarop. Door het ontstaan van de Gereformeerde Kerken vrijgemaakt in 1944 werd bezinning op deze kerkelijke groepering ook noodzakelijk. Terwijl sommigen hen zagen als bondgenoten en als het levende bewijs van het eigen gelijk in 1892, anderen zagen juist verschillen.
Volgens kerkhistoricus W. van 't Spijker, groeiden de Christelijke Gereformeerde Kerken in deze periode naar een vernieuwd profiel: “van een sterk subjectieve inslag naar een meer objectieve belofteprediking.” Er was een stroming die zich bewoog in de richting van de Gereformeerde Kerken vrijgemaakt (GKv) en een stroming die verwant bleef aan de Gereformeerde Gemeenten.

Op het eerste gezicht hadden de CGK en de GKv veel overeenkomsten, zowel theologisch als historisch. Ook de voorman van de vrijgemaakten, Klaas Schilder, stond negatief tegenover de opvattingen van Abraham Kuyper, met betrekking tot de leer van de veronderstelde wedergeboorte. De vrijgemaakten legden alle nadruk op Gods verbond en Zijn beloften die ons in de doop zijn toegezegd en verzegeld. Men was afkerig van bevindelijke prediking, dat zou leiden tot lijdelijkheid en valse mystiek. Men zag hier een onderwaardering in van Gods verbond en toezeggingen. De verschillen tussen de CGK en de vrijgemaakten spanden zich voornamelijk samen rondom het thema van de toe-eigening van het heil.
In 1952 verlieten de predikanten E. du Marchie van Voorthuysen en J. G. van Minnen het kerkverband. Zij wilden dat het kerkverband de samensprekingen met de vrijgemaakten en synodaal gereformeerden zou stoppen. Na de Tweede Wereldoorlog ontstond een breder verlangen om het gesprek met deze kerkverbanden aan te gaan. De CGK-synode van 1953 kreeg te maken met een instructie van het zuiden waaraan een rapport uit de classis Dordrecht onder leiding van ds. M. Baan (1905-1973) aan ten grondslag lag. Naar aanleiding van de commotie werd door de synode een Kanselboodschap uitgegeven. Hieruit sprak zorg over de ontwikkeling van de prediking en andere verschijnselen binnen het kerkverband die zouden wijzen op toenemende vervlakking. Zowel Kremer als Wisse waren van doorslaggevende betekenis geweest bij de totstandkoming van de kanselboodschap van 1953.

### Periode 1953-1962
Onderhuids bleven de verschillen van inzicht echter bestaan en werd de afstand tussen de flanken in de navolgende periode groter. De synode heeft de eenheid binnen het kerkverband weten te bewaren door veel verantwoordelijkheid te leggen bij de plaatselijke gemeenten. Keerzijde hiervan is dat men op plaatselijk niveau steeds verder uit elkaar is gegroeid.

#### Willem Kremer (1896-1985)
Kremer functioneerde als voorzitter van belangrijke synodevergaderingen t.w. 1941, 1947 en 1953. Hij zag zich geroepen om de flanken bij elkaar te houden. Daarbij gaf hij een aanzet hoe de prediking binnen het kerkverband zou moeten zijn. "We mogen in de prediking de gemeente niet benaderen vanuit een bepaald vooringenomen standpunt. Als zouden bijvoorbeeld alle gedoopten automatisch delen in het heil. Of als zouden allen (vanuit de gedachte van de al-verzoening) eenmaal wel zalig worden. Het Woord moet beslag leggen met Zijn beloften en eisen." Kremer had een lange staat van dienst binnen het kerkverband en genoot het vertrouwen van de voorgaande generatie. Het werd de vraag in hoeverre er gesproken kon worden van een ontwikkeling in zijn opvattingen. Volgens Brienen zou Kremer als hoogleraar in de periode 1954 - 1969 een voortrekkende rol hebben ingezet voor 'een ander type prediking' waarin meer het accent kwam te liggen op 'het geloof' en 'de gemeente als verbondsgemeente'. Deze benadering werd in de tweede helft van de twintigste eeuw toonaangevend.

#### Berend Jacob Oosterhoff (1915-1996)
Nog meer als Kremer was B. J. Oosterhoff een kenmerkende vertegenwoordiger van een nieuwe generatie. Hij werd samen met Kremer in 1953 als opvolger van Van der Meiden door de synode als hoogleraar benoemd. Oosterhoff publiceerde studies die in de rechterflank van het kerkverband en in andere delen van de gereformeerde gezindte bezwaren opriepen. Bij hem vielen woorden en zinnen als "herinterpretatie", "actualisering van teksten", "belijdenis niet als een knellende band", "tekst van het Oude Testament is geen dode letter", "in een latere tijd en in een latere context kan een tekst een nieuwe betekenis ontvangen." In sommige delen van de gereformeerde gezindte vond men de stellingen van Oosterhoff, met name ten aanzien van Genesis en de Brieven van Paulus te ver gaan. Eén van zijn stellingen ten aanzien van Genesis was: "Hoofdstuk 2 en 3 [van dit Bijbelboek] verhalen ons feiten, maar deze worden ons meegedeeld in symbolische taal". Oosterhoff kon samen met zijn latere collega J. P. Versteeg als voorloper beschouwd worden van een derde, meer progressieve stroming binnen de CGK. In diens taalveld was de argumentatie terug te horen van de stroming die vanaf de jaren zeventig en zeker vanaf de jaren tachtig sterker van zich zal laten horen. De mening van de vrijgemaakte predikant Joh. Francke (1908-1990) over de theologische denkwijze van Oosterhoff was: "Zij is niet extreem links, dus niet in de geest van Kuitert, maar het is ook niet gereformeerd. Het is tweeslachtig en daardoor gevaarlijk! Met een stelling als deze zet prof. Oosterhoff zich buiten de gereformeerde belijdenis aangaande het gezag van de Schrift."

#### Jan van Genderen (1923-2004)
J. van Genderen hoogleraar in Apeldoorn in de periode 1954 tot 1993, keerde zich in 1951 tegen de opvattingen van Woelderink over de verkiezing. "Wij zijn bang voor een abstracte predestinatieleer, die het evangelie niet voluit laat doorklinken, en voor de tirannie van het systeem, waarvan de hoogste wijsheid schijnt te zijn: als ge niet uitverkoren zijt, wordt ge niet zalig! Wij willen luisteren naar de Schrift. Maar daarom menen wij, dat de gemeente niet gebaat is met beschouwingen als die van Woelderink, juist omdat ze niet verantwoord zijn tegenover het Woord van God." Van Genderen genoot bij zijn aanstelling het vertrouwen van Van der Schuit die zelf had geworsteld met de opvattingen van Woelderink, de predikant die in de periode voor de Tweede Wereldoorlog met een bepaalde profetische toon van zich had laten horen. Van der Schuit herkende zich voor een deel in diens opvattingen tegen de Gereformeerde Kerken in Nederland enerzijds en anderzijds de Gereformeerde Gemeenten, maar onderkende ook diens onderwaardering van de wedergeboorte in de zin van de Dordtse Leerregels. Bij Van der Schuit was aan het einde van zijn loopbaan meer waardering te bespeuren voor K. Schilder dan in een eerdere periode.

### Periode vanaf 1962

#### Discussie Bijbelvertaling (1962)
Op de synode van 1962 werd discussie gevoerd over het gebruik van de NBG-vertaling 1951. De synode sprak ten slotte uit "dat dus het gebruik van de Nieuwe Vertaling naast de Statenvertaling in de eredienst niet is af te keuren. Oog hebbend voor de huidige situatie in ons kerkelijk leven, acht de synode het echter raadzaam de Statenvertaling in de eredienst te gebruiken. Er is door dit besluit niets veranderd in de leer der kerken, noch in de beleving van Gods Waarheid, daar die nooit afhankelijk zijn van een vertaling, maar alleen gegrond op het Woord van God zelf, zoals het in de grondtalen ons is gegeven en waaruit elke dienaar de boodschap van het levende Woord heeft te brengen." Naar aanleiding van dit besluit werd door bezwaarden in Friesland het Landelijk Comité tot Behoud van de Statenvertaling opgericht. Toen dit comité ook vanuit andere kerken steun kreeg, werd het omgezet in een stichting: de Gereformeerde Bijbelstichting (GBS).

#### De vraag naar meer gezangen (1967)
In 1967 kwam de vraag naar het gebruik van meer gezangen in de kerken. Volgens de voorstanders was het niet overeenkomstig de bedoeling van Calvijn geweest, dat in de erediensten vrijwel uitsluitend psalmen werden gezongen. Een belangrijk argument was ook dat de kerk, door het zingen van Nieuwtestamentische gezangen naast de psalmen, die afkomstig zijn uit het Oude Testament, "niet langer verhinderd zou zijn, om de naam van haar Heere Jezus in haar lied te noemen." De tegenstanders wezen op het feit, dat een van de oorzaken van de Afscheiding in 1834 de strijd om de gezangen was geweest. Ook waren zij van mening, dat de oudtestamentische psalmen "volop Christus- of Messiaanse psalmen genoemd konden worden.”
Toen in 1973 het Liedboek voor de Kerken verscheen werd het zingen uit deze bundel door de synode niet toegestaan. Inmiddels is de praktijk met betrekking tot het zingen van gezangen en liederen naast de psalmen aanzienlijk verruimd. 

## Huidige theologische positie en discussies
Momenteel zijn de verschillen tussen de plaatselijke Christelijke Gereformeerde Kerken groot. Niet alleen op het gebied van de vormgeving van de eredienst, ook op het gebied van Bijbels-theologische onderwerpen, ethische onderwerpen en levensstijl zijn er grote verschillen.
Het kerkverband is opgebouwd uit meerdere classes (gemeenten die in elkaars nabijheid liggen). In breder verband komt men samen in de particuliere synode (Noord, Oost, West, Zuid) en om de drie jaar in een generale synode. De synode doet normatieve uitspraken over onderwerpen die voor alle gemeenten van belang zijn. In het kerkverband zijn de laatste decennia ontwikkelingen gaande die het onderlinge gesprek moeilijker maken. 
De discussie vrouw en ambt binnen de CGK dateert uit de jaren 80 van de twintigste eeuw. In 1983 verscheen een brochure Vrouwen in de dienst geschreven door “een studiegroep van christelijk-gereformeerde theologen." De conclusie van dit rapport was, "dat zolang de Christelijke Gereformeerde Kerken vrouwen weren uit de ambten, de kerken leven in een onevangelische situatie." Hoewel de CGK-synode de conclusies van dit rapport heeft afgewezen, is de discussie sindsdien overeind gebleven. Met name de z.g. samenwerkingsgemeenten bleken het debat levendig te houden. Omdat de mening in de desbetreffende kerkverbanden waarmee werd samengewerkt (Nederlands Gereformeerde Kerken en de Gereformeerde Kerken vrijgemaakt) omsloeg, kwam het onderwerp als een boemerang terug op de agenda en bleek ook het aantal voorstanders binnen het eigen kerkverband inmiddels toegenomen. Hierdoor moest de synode zich in 2019 en 2022 opnieuw over dit onderwerp uitspreken. De synode van 2019 bevestigde opnieuw het besluit “dat binnen de Christelijke Gereformeerde Kerken geen ruimte is voor vrouwelijke ambtsdragers” (diaken, ouderling of predikant).

In 2013 namen de CGK een besluit over homoseksualiteit en homoseksuele relaties. Daarbij publiceerde de synode ook een handreiking voor kerkenraden. Verscheidene kerken vroegen revisie van dit besluit aan. De synode van 2016 bleef bij het oorspronkelijke besluit dat "homoseksualiteit een gevolg is van de gebrokenheid van de schepping." Een gemeentelid met een homoseksuele relatie kan officieel niet worden toegelaten tot het doen van openbare geloofsbelijdenis, de heilige doop of het heilig avondmaal. De Christelijke Gereformeerde Kerken erkennen het geregistreerd partnerschap niet als huwelijk. Gemeenten mogen dat ook niet kerkelijk bevestigen.
Vragen rondom schepping en evolutie speelden toen op een congres in 2017 de hoogleraren H.G.L. Peels (1956) en A. Huijgen (1978) zich uitspraken tegen de opvatting "dat de Bijbel dwingend een jonge aarde zou veronderstellen." Zij kozen met deze stellingname voor de lijn die door Oosterhoff al was uitgezet. Peels liet blijken dat hij zich sterk aan de denkwijze van Oosterhoff verbonden voelde. Anderen plaatsen echter vraagtekens bij de poging tot harmonisatie van schepping en evolutie. Met name de staat der rechtheid, de zondeloze staat van vóór de zondeval zonder lijden en dood zou onmogelijk te rijmen zijn met een ontwikkelingsproces van evolutie, waarbij sprake is van gevecht om overleving.

#### Hermeneutiek
Op de synode van 2019 werd geconcludeerd dat zaken rond vrouw en ambt "niet slechts een kerkelijke regeling betreffen, maar nauw verbonden zijn met de wijze waarop we de Bijbel lezen." Achter de discussies schuilt een andere vraag, namelijk de vraag hoe je de Bijbeltekst uitlegt en betekenis geeft in de huidige tijd. Dat wordt hermeneutiek genoemd. Huijgen, destijds verbonden als hoogleraar in Apeldoorn, publiceerde in 2019 zijn boek Lezen en laten lezen, Gelovig omgaan met de Bijbel. Hij wilde in dit boek een poging doen om uit de groeiende tegenstellingen van bijbeluitleg uit te komen en keerde zich tegen rationalistisch omgaan met de Bijbel, maar ook tegen vermeend biblicisme. Behalve waardering kreeg het boek kritiek uit de rechterflank van de CGK en andere reformatorische kerken. 
Na afloop van de synode van 2019 werd door enige predikanten, zonder mandaat van de synode, een platform opgericht, dat zich ten doel stelde toerusting te bieden op de onderwerpen die verontrusting geven. Het bestuur werd gevormd door de predikanten A.A. (Anton) Egas uit Damwoude, ds. H.C. (Henric) Bezemer uit Culemborg, A.J. (Aart-Jan) van der Wekken uit Leerdam, ds. W.J. (Willem-Jan) van Gent uit Ouderkerk aan de Amstel, ds. W.L. (Ewout) van der Staaij uit Scheveningen, ds. J. (Hans) van Vulpen uit Urk. 
In 2021 gaven enkele CGK-predikanten door middel van een Verklaring van gevoelen blijk van hun verontrusting "hoe er in toenemende mate binnen het kerkverband verschillend wordt gedacht over het gezag van de Heilige Schrift." Zij constateerden "een fundamenteel verschil van opvatting aangaande het gezag van de Schrift en de confessionele gebondenheid van haar uitleg." "We lezen, verstaan en exegetiseren de Schrift niet meer gezamenlijk op dezelfde manier als tot voor kort in onze kerken beleden en gepraktiseerd werd." De opstellers gaven als hun mening aan dat 1. De totale Schrift (Bijbel) geldt als het duidelijke, gezaghebbende en onfeilbare Woord van God, 2. De (gereformeerde) belijdenisgeschriften bepalend zijn en begrenzend bij de uitleg van het Woord van God, 3. Bijbelteksten mogen niet als 'tijdgebonden' worden verklaard om vervolgens de huidige cultuur de uitleg daarvan te laten bepalen, 4. Geloofsgebondenheid aan Christus kan niet leiden tot relativering van Zijn geboden, 5. Schiften tussen historische feiten in de Schrift (Bijbel) ondermijnt het gezag van de Schrift. 6. Het loslaten van de vastheid van Gods Woord geeft opening tot volledig relativisme en menselijke willekeurigheid.

## Liturgie
Binnen het kerkverband wordt van verschillende Bijbelvertalingen gebruik gemaakt, waaronder de Statenvertaling, de Herziene Statenvertaling en de NBV (2004). De herziene versie NBV21 werd door de synode van 2024 geaccepteerd. In behoudende gemeenten worden alleen psalmen gezongen uit de Psalmberijming van 1773 onder begeleiding van het orgel. In veel andere gemeenten worden psalmen gezongen uit de Nieuwe berijming en De Nieuwe Psalmberijming. Naast psalmen worden in veel kerken ook gezangen en liederen gezongen uit bundels zoals Opwekking, Op Toonhoogte, Weerklank en het Liedboek voor de Kerken. Liedteksten worden daarbij geprojecteerd door een beamer. Liederen kunnen begeleid worden door een orgel, maar ook door andere instrumenten zoals de piano.

Sinds 2004 is er vrijheid om liederen te zingen, mits aan een aantal voorwaarden wordt voldaan. Eén van die voorwaarden is, dat de liederen wat betreft de inhoud moeten passen bij de gereformeerde belijdenis. Een andere voorwaarde is, dat de liederen qua vormgeving moeten passen binnen de gereformeerde liturgie. Deze formulering is opgesteld om te voorkomen dat iedere nieuwe bundel of nieuw lied opnieuw beoordeeld moet worden door de synode. Hierdoor is het mogelijk om selectief te zingen uit meerdere bundels. De CGK kent geen eigen kerkboek of liedboek.
Volgens het rapport Stijlvol samenkomen (2012) "zijn er geen principiële redenen om binnen het raam van het wezen van de eredienst geen variatie aan te mogen brengen in vormgeving en uitingen in de eredienst. Gewaakt dient te worden voor oppervlakkigheid." "Daarbij mag nooit de persoon in het midden van de belangstelling komen te staan. Bij een getuigenis dient het te gaan om Gods werk, het gebed moet tot stichting dienen en muziek zal tot Gods eer dienen te zijn."
In 2013 werden de kerken voor de vraag gesteld in hoeverre het passend is dans en drama een plek te geven in de eredienst. De synode van 2016 oordeelde "dat hiervoor onvoldoende Bijbelse grond te vinden is." De gemeenten Hoogeveen en Kornhorn diende een revisieverzoek in tegen dit besluit. De synode van 2019 drong er nu op aan "terughoudend te zijn" met deze gebruiken in de eredienst. Podiumkunst in de kerk "wordt ontraden."
In een groot deel van kerken wordt er kindernevendienst of zondagsschool gehouden tijdens de kerkdienst. In 2019 plaatste de Apeldoornse hoogleraar M.J. Kater, vraagtekens bij het gebruik van de kindernevendienst. Hij stelde zijn publiek de vraag: "Als wij met onze kinderen verschijnen voor het aangezicht van de Heere, sturen we de kinderen dan niet te gemakkelijk weg? Vaak wordt gedacht dat kinderen in de eredienst alles moeten kunnen begrijpen. Dat is een eenzijdig beeld. Denk ook eens aan de affecten, de genegenheden en de indrukken in een kinderziel. En wie is niet verwonderd als hij merkt dat een kind veel van de preek heeft opgevangen?"

## Stromingen
Vanaf het ontstaan van de Christelijke Gereformeerde Kerken zijn er verschillen en spreekt men van een linker- en rechterflank, naar analogie met het politieke spectrum. Er is ook een groep die niet uitgesproken 'links' of 'rechts' is. De eenheid binnen de CGK was in de periode voor de Tweede Wereldoorlog vele malen groter. In de laatste decennia is het proces van verwijdering in versneld tempo op gang gekomen.

### De rechtervleugel
In 1966 werd om te voorkomen dat meer behoudende predikanten de CGK zouden verlaten de Stichting Bewaar het Pand opgericht. Hierbij waren betrokken ds. P. Sneep (1916-1976), ds. M.C Tanis (1929-2024), ds. G. Blom (1905-1992), ds. H.C. van der Ent (1918-1997), ds. D. Slagboom (1926-1997), ds. R. Kok (1890-1982), ds. H. van Leeuwen (1906-1988) en ds. C. Smits (1898-1994). Hier voegde zich al snel ook ds. M. Baan (1905-1973) bij. Op donderdag 14 april 1966 verscheen het blad voor het eerst. Tot vaste medewerkers werden benoemd: ds. G. Blom (Meerkerk), ds. R. Kok, (Ameide), ds. H. van Leeuwen (Rotterdam-West), ds. C. Smits (Sliedrecht), ds. D. Slagboom (Dordrecht), ouderlingen J. van Heteren (Sliedrecht-Centrum), Joh. v.d. Lee (Alphen aan den Rijn) en B. v.d. Wal (Dordrecht-Centrum).
Zij stelden noties aan de orde rondom de prediking die in hun ogen het meest aansloten bij het beginsel van de Christelijke Gereformeerde Kerk. Om deze reden werden de samensprekingen met de Gereformeerde Kerken vrijgemaakt en de Nederlands Gereformeerde Kerken door hen afgewezen. Men is terughoudend ten aanzien van liturgische vernieuwingen. Het gebruik van populaire muziekinstrumenten in de eredienst wordt door hen afgewezen, evenals een alternatieve invulling van de kerkdienst. Ook ten opzichte van de kindernevendienst is men kritisch. 
In de laatste decennia spelen vooral bezwaren tegen de theologisch-progressieve richting een rol. Men is niet gelukkig als de theologie van mannen als Calvijn, Kohlbrugge in de schaduw komt te staan van moderne theologen. Volgens hen hebben veel moderne theologen invloeden ondergaan die afwijken.

### Het midden
Een deel van de gemeenten behoren niet tot de linker- of de rechtervleugel, maar behoren tot het midden. In deze gemeenten staat men meer open voor vernieuwing, maar men wil zich in de praktijk wel houden aan de synodale uitspraken, ook als ze deze uitspraken liever anders hadden gezien.
J. H. Velema was decennialang het gezicht van de brede middengroep binnen de CGK. Velema erkende dat er "legitieme verschuivingen in de prediking" hebben plaatsgevonden. Zo zijn "de woordkeus veranderd, minder gebruik van het vaste schema in de preek van de drie stukken ellende-verlossing en dankbaarheid. Ten aanzien van "de verbrijzeling door de wet, ten onrechte door sommigen gepreekt als voorwaarde voor het aanbod van het evangelie is de prediking veranderd", aldus Velema. "Vernieuwd zicht op verbond en doop maakte dat de verkiezing niet meer voorop komt zoals dat generaal genomen in de Gereformeerde Gemeenten nog wel zo is. Eenzijdige nadruk op de wedergeboorte leidt gemakkelijk tot een christenprediking." Velema taxeerde deze veranderingen in de prediking als "een positieve verandering."  Tegelijkertijd vreesde Velema voor "geestelijk automatisme: verondersteld geloof kon wel eens in de plaats treden voor de indertijd bestreden veronderstelde wedergeboorte." "Classificatie afkeuren betekent niet dat onderscheidenlijk preken niet meer nodig is. Als er gesproken wordt over een Calvijnreveil in onze kerken, een wending naar de belofte-prediking toe in plaats van de verstarring meebrengende classificatiemethode, betekent dat geen beschuldiging aan het adres van onze oude predikanten. Dankbare erkenning van hun warme, geestelijke, persoonlijke prediking betekent echter niet dat wij geen kritische kanttekeningen hebben." Velema wilde waarschuwen voor "de doperse onderstroom die vanuit de kruisgemeenten na 1892 door bleef werken. Voor de scholastiek en voor een dualisme dat nog altijd doorwerkt in begrippen als uitwendig en inwendig. Het is te betreuren dat we het over de wettigheid van de genoemde verschuivingen niet eens zijn."

Velema stond aan de wieg van de Evangelische Omroep (EO), de Reformatorische Politieke Federatie (RPF), en het opinieblad Koers. In deze nam hij een andere afslag als de rechterflank binnen de CGK die zich, bij verdergaande vervreemding van de ARP en het dagblad Trouw, zich meer op de Staatkundig Gereformeerde Partij (SGP) gingen richten en tevens het initiatief tot oprichting van het Reformatorisch Dagblad (RD) steunden.
Niettemin was Velema fel gebrand tegen de opvattingen van de moderne Schriftkritiek, van de midden-orthodoxie beïnvloed door Karl Barth en liet blijken beducht te zijn voor remonstrantse invloeden vanuit de evangelische beweging waarbij onder meer sprake zou zijn van een oppervlakkig spreken over zonde en genade. Volgens hem mogen wij niet beginnen met te zeggen: "God heeft u lief; Christus is voor u gestorven. Het invullen van onze naam bij Johannes 3: 16 is geen vanzelfsprekendheid. Er wordt bij tijden goedkope genade gepresenteerd, genade zonder wet, liefde zonder recht. Als het in de Gereformeerde kerken regent drupt het bij ons." Nieuwere gedachten als 'de mens is Gods partner' die van 'de medelijdende God', van 'het revolutionaire Evangelie met maatschappijkritische noties', wees Velema af.
Aan het einde van zijn ambtelijke loopbaan gekomen verklaarde Velema: "Ik sta in het midden van onze kerken, maar als ik dan toch zou moeten kiezen, dan sta ik aan de rechterkant. Omdat ik ervan overtuigd ben dat Schrift en belijdenis daar functioneren. Maar waar ik heel bang voor ben, en dan heb ik het oog op de hele gereformeerde gezindte, is aan de ene kant een veralgemenisering van het heil: Maak je toch niet druk, je wordt zalig. En aan de andere kant verstening, verstarring: Het is eigenlijk onmogelijk om zalig te worden."
In 2005 zag Velema veel kerkelijke ontwikkelingen met lede ogen aan, veelal voortgekomen uit synodale besluiten waar hij achteraf spijt over had. "Ik ben heel erg voor eenheid van de kerken. Maar dan ook met alle kerken. Niet alleen met vrijgemaakten en Nederlands gereformeerden; ook met de gereformeerde bond en Gereformeerde Gemeenten. Want anders raken we het evenwicht echt kwijt."
De middengroep van de Christelijke Gereformeerde Kerken is in grote lijnen vergelijkbaar met de positie van de Gereformeerde Bond in de Protestantse Kerk Nederland.

### De linkervleugel
Binnen de linkervleugel van de Christelijke Gereformeerde Kerken is meer ruimte voor progressieve opvattingen (vrouw in het ambt, acceptatie van gelijkgeslachtelijke relaties in liefde en trouw, kinderen aan het Avondmaal etc.). Er zijn onder hen veel samenwerkingsgemeenten met Nederlandse Gereformeerde Kerken. Ook klinkt hier de roep om meer vrijheid betreffende liturgische vernieuwing (zoals dans en drama in de eredienst). Zo nu en dan klinkt kritiek op de gereformeerde belijdenisgeschriften. Wat betreft de synodale uitspraken gaat men niet alleen in revisie op die uitspraken, maar legt men die ook naast zich neer (vrouw en ambt, homoseksualiteit).
Een vertegenwoordiger uit de progressieve hoek is dr. B. (Bert) Loonstra (emeritus-predikant Gouda). Van zijn hand verschenen publicaties waarin hij ruimte zag voor "homoseksuele relaties in liefde en trouw" binnen de christelijke gemeente. 
Volgens Loonstra is het een misvatting dat de progressieve richting op een minder serieuze manier omgaat met de Bijbel en is zeker niet zo dat "de autonome verstaanshorizon van moderne mensen maatgevend wordt." Volgens hem is het een kwestie van "verschillend verstaan" van de Bijbel. "Het verschil is theologisch van aard, bij een gemeenschappelijke erkenning van de autoriteit die aan de Schrift toekomt." Daarbij stelt Loonstra de volgende vragen: "Stel je eens voor dat inderdaad in een gemeente velen het intuïtief als onrechtvaardig ervaren dat vrouwen niet dezelfde mogelijkheden hebben als mannen. Moet dan toch deze door hen als onaanvaardbaar aangevoelde toestand voortduren, en moeten deze gevoelens worden onderdrukt? Blijft hier het gebod niet een uiterlijke zaak die niet innerlijk omarmd kan worden? Maar is dit niet in strijd met het karakter van het nieuwe verbond, waarin de Geest de wet in het hart schrijft? Is vasthouden aan de letter dan de oplossing? Terwijl Paulus toch op drie plaatsen, steeds in een ander verband, verklaart dat de letter doodt, maar dat de Geest levend maakt. Wat te denken over de notie van onze vrijheid in Christus, die toch een doorgaande lijn in de prediking van de apostel is? En wat te denken van de liefde als de vervulling van de wet? Dit zijn toch alle Bijbelse noties? Of willen de men gelovigen die de emancipatie van de vrouw als terechte correctie op haar vroegere onderdrukking beschouwen, allen het ware geloof ontzeggen? Welke negatieve gevolgen heeft dit niet ook voor de pioniersplekken en andere missionaire contacten van de kerk?"
Loonstra pleit voor eenheid van de kerk ook al gaat dit ten koste van de Drie Formulieren van Enigheid. Hij ziet mogelijkheden door terug te vallen op de Apostolische geloofsbelijdenis.  

## Kerkelijke organisaties
De Christelijke Gereformeerde Kerken kennen landelijke deputaatschappen en commissies.
De kerken hebben een eigen Theologische Universiteit te Apeldoorn (TUA). Hier studeren rond de honderd studenten. Daarnaast zijn er ongeveer dertig mensen die een eigen studieroute volgen. Ook zijn er rond de 25 promotiestudenten, die deels uit het buitenland komen. De Theologische Universiteit werkt door middel van een gezamenlijke onderzoeksgroep (BEST, Biblical Exegesis and Systematic Theology) samen met de Theologische Universiteit te Utrecht.

In 2017 gaf de synode geen groen licht voor een fusie tussen de eigen TUA met de vrijgemaakte universiteit van Kampen en de predikanten opleiding van de Nederlands Gereformeerde Kerken. Dit was opmerkelijk omdat de synode zelf het initiatief nam tot een onderzoek naar een intensieve vorm van samenwerking. Nieuwe ontwikkelingen op het gebied van hermeneutiek binnen deze kerkverbanden speelden hierbij een belangrijke rol. In 2020 gaf de synode wel goedkeuring voor de benoeming van hoogleraren die geen lid zijn van het eigen kerkverband. Docenten die verbonden zijn aan het ene kerkverband en doceren ten dienste van een ander kerkverband is een trend die binnen de gereformeerde gezindte toeneemt.  Aan de TUA doceren vanuit een ander kerkverband dr. H. de Waard, oudtestamentisch Hebreeuws en Bijbels Aramees (Gereformeerde Gemeenten), dr. A. de Muynck, christelijke pedagogiek (PKN), dr. J. van der Knijf, liturgiek (PKN), dr. M.A. van Willigen, Bijbeluitleg Vroege Kerk (PKN), dr. G.A. van den Brink, filosofie (Hersteld Hervormde Kerk), dr. P.L. Rouwendal, methodologie (Gereformeerde Gemeenten), dr. W.A. Zondag, kerk, recht en samenleving (Gereformeerde Gemeenten), dr. A.A. Clement, Theologie en muziek (PKN). Docenten die lid zijn van de Christelijke Gereformeerde Kerken zijn dr. M.J. Kater (rector), dr. J.J. Oosterhuis-den Otter, dr. H.J. Selderhuis. In 2023 werden door de synode benoemd: dr. A. Versluis tot hoogleraar Oude Testament, dr. J. A. van den Os tot universitair docent Nieuwe Testament, dr. H. van den Belt tot hoogleraar Systematische theologie, dr. J. van ‘t Spijker tot universitair hoofddocent Missiologie, dr. C.C. den Hertog tot universitair hoofddocent Publieke Theologie/Ethiek. 
Op 7 januari 2020 werd het Research Center Puritanism and Piety (ReCePP) opgericht. Dit onderzoekscentrum gaat uit van het Hersteld Hervormd Seminarium (HHS) en de Theologische Universiteit Apeldoorn. ReCePP werkt ook samen met het Puritan Research Center (PRC) dat onderdeel uitmaakt van het Puritan Reformed Theological Seminary (PRTS) in Grand Rapids. Daarnaast wordt samengewerkt met Hapdong Theological Seminary in Zuid-Korea, dat een soortgelijk centrum heeft opgericht. ReCePP doet onderzoek naar reformatorische bewegingen in de vroegmoderne tijd (1500-1800): Puritanisme, Nadere Reformatie en Piëtisme. Deze kennis wil het centrum voor kerk en samenleving toegankelijk maken. In de wetenschappelijke adviesraad van het centrum hebben onder andere prof. dr. W. van Vlastuin (Hersteld Hervormd), prof. dr. H.J. Selderhuis (TUA), prof. dr. F. van Lieburg (VU), dr. R. Bisschop (Hersteld Hervormde Kerk) en prof. dr. Andreas J. Beck (Leuven) zitting.
Binnen het kerkverband zijn twee jeugdwerkorganisaties actief. Vanouds is er het CGJO (Christelijke Gereformeerde Jongeren Organisatie), maar de progressieve koers van deze jongerenorganisatie leidde in de jaren tachtig van de vorige eeuw tot de oprichting van een conservatieve tegenhanger, het LCJ (Landelijk Contact Jeugdwerk). Deze organisaties werken apart, maar op projectbasis ook samen. Binnen het kerkverband wordt ook gebruikgemaakt van de expertise en materialen van de HGJB.

## Publicaties
De officiële publicatie van de Christelijke Gereformeerde Kerken is De Wekker, die tweewekelijks verschijnt. Daarnaast zijn er het blad Doorgeven (dit geeft een beeld van het werk in de zending, evangelisatie en hulpverlening). Vanuit de organisatie Centrum voor Israëlstudies (CIS) verschijnt sinds 1956 Vrede over Israël. Vanaf 2015 heet het magazine Verbonden.

### Uit de Levensbron
Eerst wekelijks en later tien maal per jaar wordt er in de prekenserie Uit de Levensbron een bundel met vier preken uitgegeven door de stichting ''Uit de Levensbron''. Van der Schuit nam in 1925 het initiatief voor een prekenserie. Na enige strubbelingen met het aantal abonnees verscheen de eerste jaargang in 1927. De redactie werd gevoerd door de predikanten J. Hovius en H. Biesma. In het begin ging een deel van de opbrengst naar de emeritikas van het kerkverband. In de eerste jaren van de uitgave wilden niet alle predikanten een bijdrage leveren. Naast de 'vrije stoffen' werden er ook drie series catechismuspreken gedrukt. De laatste twee series verschenen wel onder een andere redactie dan die van Uit de Levensbron. In de oorlogsjaren mocht de drukker van de bezetter geen papier meer gebruiken voor het drukken van Uit de Levensbron. Pas in 1947 verscheen de prekenserie weer. Vanaf 1985 werd het uitgeven van Uit de Levensbron ondergebracht in een stichting. Tot 1985 werd er iedere week een preek verzonden naar de abonnees. In 1985 wijzigde dit en werd er tien maal per jaar een bundel van vier preken naar de abonnees verzonden.

## Ontwikkelingen

### Samenwerking met andere kerken

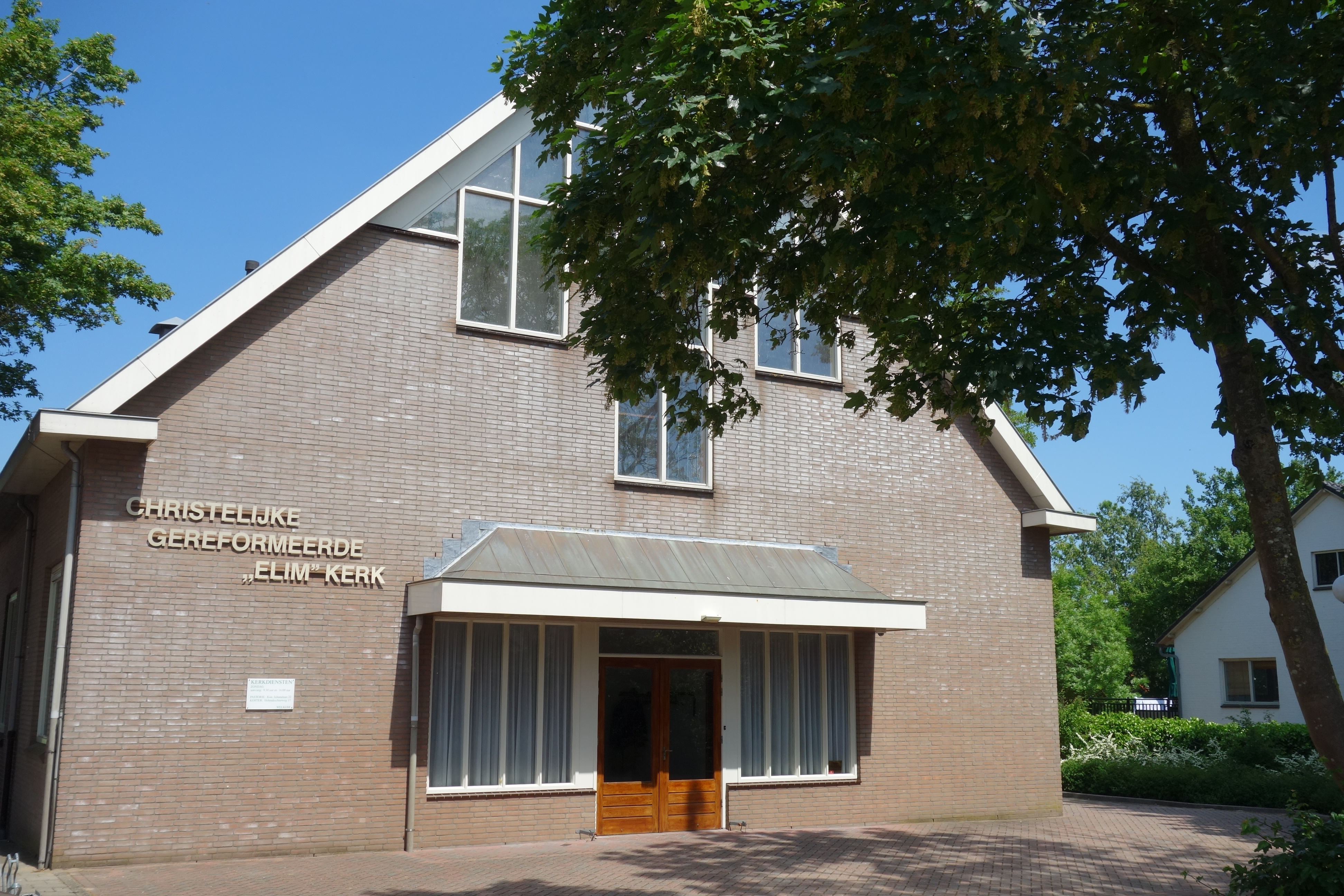
Christelijke Gereformeerde Kerk te Ouderkerk aan de Amstel

Met de voorlopers van de Nederlandse Gereformeerde Kerken (de fusie van de Nederlands Gereformeerde Kerken en de Gereformeerde Kerken vrijgemaakt) waren nauwe betrekkingen opgebouwd. Plaatselijk was er vaak sprake van samenwerking, op enkele plaatsen ook met de voormalige Gereformeerde Kerken in Nederland (nu onderdeel van de Protestantse Kerk in Nederland). De synode 2019 sprak uit, dat plaatselijke samenwerking mogelijk is met gemeenten waar ook de praktijk strookt met de uitspraken van de CGK-synode. Het contact met de voortgezette Gereformeerde Kerken in Nederland heeft vooralsnog geen officieel karakter gekregen. 
In 2010 besloot de CGK-synode kanselruil met predikanten uit de Hersteld Hervormde Kerk mogelijk te maken. De synode van de Hersteld Hervormde Kerk besloot in 2012 dat ook in omgekeerde richting toe te staan.
In 2013 gaf de synode toestemming om predikanten uit de Protestantse Kerk Nederland (PKN) die Schrift en de gereformeerde belijdenis in ere houden voor te laten gaan op de kansel. Van een brede openstelling van kansels voor predikanten vanuit de PKN is echter geen sprake, ook niet van het erkennen van elkaars attestaties zonder meer.
De synode 2019 besloot met 26 stemmen voor en 24 tegen de Verklaring van Verbondenheid van de Nationale Synode niet te ondertekenen. In 2019 werd deze Verklaring door veertig kerken verschillend van aard wel ondertekend, waaronder de vrijzinnige geloofsgemeenschap van remonstranten, de Protestantse Kerk in Nederland, evangelische en migrantenkerken. Ook het voorstel om een geassocieerd lidmaatschap van de Raad van Kerken aan te gaan, werd met 29 stemmen tegen verworpen. Het kerkverband neemt wel deel aan het Contactorgaan Gereformeerde Gezindte (COGG).

### Impasse
Door alle plaatselijke en synodale ontwikkelingen is het kerkverband in een impasse terechtgekomen. Als plaatselijke gemeenten niet bereid zijn genomen besluiten van de synode na te volgen, komen als gevolg hiervan classicale verhoudingen onder druk te staan. Deze gemeenten worden opgeroepen besluiten terug te draaien "omdat dit schade toebrengt aan de eenheid van de kerken." Op 20 april 2024 kwamen vertegenwoordigers van vrijwel alle Christelijke Gereformeerde Kerken samen in een convent. Hier werden gesprekken gevoerd en meningen gepeild rondom de thema’s Schriftgezag en Schriftbeschouwing, de visie op het kerk-zijn en de toekomst van de CGK.  Op 29 januari 2025 werden vijftig revisieverzoeken tegen het besluit vrouw en ambt door de generale synode afgewezen. Het noodplan om gemeenten die zich niet willen onderwerpen aan de besluiten van de synode onder te brengen in zogenoemde interim-classis, werd na intensieve bespreking en onvoldoende steun tijdens de zitting van de synode op 31 januari 2025 door de commissie toekomst kerkverband ingetrokken.
Zowel de behoudende richting als de progressieve stroming beroept zich op de eenheid. Vanuit synodale hoek klinkt protest als men van mening is, dat sommige kerken zich in hun opvattingen en praktijken plaatsen buiten de kaders "die de synode biddend, met geopende Schriften en na onderlinge gesprekken besluit als bindend heeft vastgesteld voor de kerken." Volgens ds. P.D.J. (Peter) Buijs (1961), praeses van de synode 2016 "is er sprake binnen de CGK sprake van een normatief standpunt over vrouw en ambt. H.J. Selderhuis stelde tijdens een landelijke vergadering voor ambtsdragers op zaterdag 30 maart 2019: "Dus kun je niet zomaar bepaalde dingen toelaten of gedogen. Gemeenten die eigenmachtig besluiten vrouwelijke ambtsdragers te benoemen, stellen zich buiten de kerk." Vanuit de linkerzijde stelde men daar tegenover: "dat de CGK-synode samenwerking gestimuleerd heeft op plaatselijk niveau en verantwoordelijk zijn voor het feit dat deze [samenwerking]gemeenten zijn ontstaan." Gemeenten die willen afwijken van de synodale lijn, beroepen zich op de vrijheid waarbij men aangeeft dat de opbouw en eenheid van de gemeente ermee worden gediend. De synode is van mening "dat gemeenten, waaronder ook samenwerkingsgemeenten, zijn gebonden aan kerkelijke uitspraken van de CGK."
Volgens Selderhuis willen de Christelijke Gereformeerde Kerken gereformeerd zijn. "Gereformeerd hangt nauw samen met de oude trits sola gratia, sola scriptura en sola fide." "Sola scriptura: de Schrift als norm en bron", "ook als die anders spreekt dan wat ik wil horen en dan wat past bij de cultuur."

## Kerken
| Plaats                               | Naam kerkgebouw                                  | Aantal leden | Jaar van ontstaan | Huidige predikant(en) | Classis       | Gebruikte Bijbelvertaling | Samenwerking met | Bijzonderheden | Bron(nen)     |
| ------------------------------------ | ------------------------------------------------ | ------------ | ----------------- | --- | ------------- | ------------------------- | ---------------- | --- | ------------- |
| Aalsmeer                             | Lijnbaankerk                                     | 341          | 1919              | vacant, M. Hogenbirk (emeritus) | Haarlem       | NBV                       | NGK              | | [ 53 ]        |
| Aalten                               |                                                  | 439          | 1897              | drs. D. (Dennis) van der Wal | Apeldoorn     | HSV                       |                  | | [ 53 ] [ 54 ] |
| Aarlanderveen                        | Gedachteniskerk                                  | 93           | 1893              | vacant | 's-Gravenhage |                           |                  | | [ 53 ]        |
| Alkmaar                              | De Open Hof                                      | 42           | 1997              | vacant, drs. A.D. Vos (NGK; bijzondere dienst), T. Wever (NGK; emeritus; gaat niet meer voor)                                                                    | Haarlem       |                           | NGK & GKv        | Volledige samenwerking met NGK sinds 1995.                                                                                            | [ 53 ]        |
| Almelo                               | Eben Haëzer                                      | 295          | 1894              | vacant, drs. A. Wagenaar (emeritus) | Apeldoorn     | HSV                       | GKv              | | [ 53 ] [ 55 ] |
| Almere                               | De Zuiderpoort                                   | 210          | 1983              | P. van Dolderen (NGK) | Amsterdam     | NBV                       | NGK              | Volledige samenwerking met NGK sinds 1983.                                                                                            | [ 53 ]        |
| Alphen aan den Rijn                  | Opstandingskerk                                  | 353          | 1900              | vacant | 's-Gravenhage | SV                        |                  | | [ 53 ]        |
| Ameide                               |                                                  | 148          | 1923              | vacant | Utrecht       | SV                        |                  | | [ 53 ]        |
| Amersfoort                           | Ichthuskerk                                      | 423          | 1893              | vacant, drs. R.W.J. Soeters (emeritus) | Amersfoort    |                           | NGK & GKv        | | [ 53 ]        |
| Amersfoort-Vathorst                  |                                                  | 397          | 2012              | drs. P. van Winden (PKN) | Amersfoort    |                           | NGK & PKN        | Volledige samenwerking met NGK en PKN sinds 2013.                                                                                     | [ 53 ]        |
| Amsterdam-Amstelgemeente             | Amstelkerk                                       | 151          | 1893              | drs. R.G. den Hertog, drs. S Pos (bijzondere dienst) | Amsterdam     |                           | NGK & GKv        | | [ 53 ]        |
| Amsterdam-De Bron                    | De Bron                                          | 80           | 1959              | vacant, P.J. den Hertog (emeritus), C.D. Affourtit (emeritus; gaat niet meer voor), dr. T. Brienen (emeritus; gaat niet meer voor)                               | Amsterdam     |                           | NGK & GKv        | Volledige samenwerking met NGK sinds 1998.                                                                                            | [ 53 ]        |
| Amsterdam-Noord                      | Kruiskerk                                        | 244          | 2010              | evangelist ir. J.M. (Jurjen) ten Brinke, evangelist drs. Th.M. (Theodoor) Meedendorp                                                                             | Amsterdam     |                           |                  | Voortzetting van de kerk die in 1904 werd opgericht.                                                                                  | [ 53 ]        |
| Amsterdam-Via Nova                   | Weteringkerk                                     | 84           | 2014              | vacant | Amsterdam     |                           |                  | | [ 53 ]        |
| Antwerpen/Deurne                     |                                                  | 186          | 1992              | drs. A.Th. (Anne) van Olst, K. Groeneveld (emeritus) | Utrecht       | HSV                       |                  | Kerk in België. | [ 53 ]        |
| Apeldoorn-Centrum                    | Barnabaskerk                                     | 517          | 1894              | B.A.T. (Arjan) Witzier | Apeldoorn     | NBV & HSV                 | NGK & GKv        | | [ 53 ] [ 56 ] |
| Apeldoorn-ICF                        | Kruispunt                                        | 81           | 2016              | evangelist H. (Hans) Bronsveld | Apeldoorn     | NBV                       |                  | | [ 53 ]        |
| Apeldoorn-Oost                       | Andreaskerk                                      | 244          | 1976              | A. (Aart) Brons | Apeldoorn     | NBV                       | NGK & GKv        | | [ 53 ]        |
| Apeldoorn-Zuid                       | Samuëlkerk                                       | 249          | 1960              | vacant, M. Oppenhuizen (emeritus) | Apeldoorn     | NBV                       | NGK & GKv        | | [ 53 ]        |
| Arnhem                               | Kruiskerk                                        | 367          | 1893              | drs. M. de Best (NGK), drs. D.H.T. Postuma (NGK), C.C. Koolsbergen (NGK; emeritus), M.W. Vrijhof (emeritus)                                                      | Apeldoorn     | NBV                       | NGK              | Volledige samenwerking met NGK sinds 1995.                                                                                            | [ 53 ]        |
| Assen                                | Bethelkerk                                       | 96           | 1901              | vacant, A. Dingemanse (emeritus) | Hoogeveen     |                           | NGK & GKv        | | [ 53 ]        |
| Assen zoekt                          | De Open Hof                                      | 155          | 2017              | evangelist G.P. van de Bos, evangelist R. Setz | Hoogeveen     |                           | NGK & GKv        | | [ 53 ]        |
| Baarn                                | Adventkerk                                       | 197          | 1894              | J. van der Wal | Amersfoort    |                           |                  | | [ 53 ]        |
| Barendrecht                          | Eben-Haëzerkerk                                  | 1098         | 1898              | drs. M.A. Kempeneers | Rotterdam     | SV                        |                  | | [ 53 ]        |
| Bennekom                             | Sionskerk                                        | 492          | 1957              | drs. G. van Roekel | Amersfoort    | HSV                       |                  | | [ 53 ] [ 57 ] |
| Beverwijk-Westzaan                   |                                                  | 106          | 1982/1957         | drs. G. van Vliet | Amsterdam     | HSV                       |                  | | [ 53 ]        |
| Biezelinge                           | Opstandingskerk                                  | 491          | 1916              | drs. A.G.M. Weststrate | Middelburg    | HSV                       |                  | | [ 53 ] [ 58 ] |
| Boskoop                              | Open Poort                                       | 150          | 1900              | drs. P.A.C. (Pieter) Boom | 's-Gravenhage |                           | GKv              | | [ 53 ]        |
| Breda                                | Mattheüskerk                                     | 145          | 1946              | vacant, drs. L.B.C. Boot | Dordrecht     | HSV                       | GKv              | | [ 53 ]        |
| Broek op Langedijk                   | De Ontmoeting                                    | 516          | 1896              | drs. F.H. Meijer, E.E. Slofstra (emeritus; gaat niet meer voor)                                                                                                  | Haarlem       |                           | GKv              | Volledige samenwerking met GKv sinds 2018.                                                                                            | [ 53 ]        |
| Broeksterwoude-Andreasgemeente       |                                                  | 103          | 1925/1990         | vacant | Leeuwarden    | SV                        |                  | | [ 53 ]        |
| Broeksterwoude-Petrusgemeente        |                                                  | 270          | 1925/1990         | vacant, dr. D. Visser (emeritus) | Leeuwarden    |                           |                  | | [ 53 ]        |
| Bunde-Meerssen                       | De Koel                                          | 140          | 2014              | drs. J. (Jan) Bosch | Utrecht       |                           |                  | | [ 53 ]        |
| Bunschoten                           | De Fontein                                       | 1342         | 1895              | drs. P.W.J. (Willem-Jan) van der Toorn | Amersfoort    | HSV                       |                  | | [ 53 ] [ 59 ] |
| Culemborg                            | De Ark                                           | 286          | 1894              | drs. H.C. (Henric) Bezemer | Utrecht       | HSV                       |                  | | [ 53 ] [ 60 ] |
| Damwoude/Damwâld                     | Sionskerk                                        | 384          | 1900              | drs. A.A. Egas | Leeuwarden    | SV                        |                  | | [ 53 ]        |
| Dedemsvaart                          | Immanuëlkerk                                     | 304          | 1927              | vacant | Hoogeveen     |                           |                  | | [ 53 ]        |
| Delft                                | Het Boek                                         | 196          | 1899              | M. Groen | 's-Gravenhage | NBV                       |                  | | [ 53 ]        |
| Delfzijl                             | Het Lichtbaken                                   | 123          | 1981              | vacant | Groningen     | NBV/HSV                   |                  | | [ 53 ]        |
| Den Haag                             | Nebokerk                                         | 366          | 2013              | drs. C van Atten (emeritus), G. Leendertse (emeritus, gaat niet meer voor), drs. J van Mulligen (emeritus)                                                       | 's-Gravenhage |                           | NGK & GKv        | In 2013 ontstaan door samenvoeging van 's-Gravenhage-Rijswijk (1934), 's-Gravenhage-West (1931) en 's-Gravenhage-Zuid (1953).         | [ 53 ]        |
| Den Helder                           | De Morgenster                                    | 159          | 1907              | H. Bos (GKv), H.P. Brandsma (emeritus), H. Fahner (emeritus) | Haarlem       |                           | GKv              | Volledige samenwerking met GKv sinds 2020.                                                                                            | [ 53 ]        |
| Deventer                             | Koningskerk                                      | 260          | 1898              | E. Everts, W.M. van Wijk (GKv), C. van den Berg (GKv; bijzondere dienst)                                                                                         | Apeldoorn     | NBV                       | NGK & GKv        | Volledige samenwerking met NGK en GKv sinds 2009.                                                                                     | [ 53 ]        |
| Doesburg                             | Ooipoortkerk                                     | 54           | 1857              | vacant | Apeldoorn     | NBV                       | GKv              | Volledige samenwerking met GKv sinds 2013.                                                                                            | [ 53 ]        |
| Doetinchem                           | Goede Herderkerk                                 | 245          | 1982              | drs. W.J. van de Velde | Apeldoorn     | NBV                       |                  | | [ 53 ]        |
| Dokkum                               | De Oase                                          | 628          | 1923              | A.C. van der Wekken, G.P.M. van der Linden (emeritus) | Leeuwarden    |                           |                  | | [ 53 ]        |
| Doornspijk                           | Rehoboth                                         | 329          | 1933              | drs. B.L.C. Aarnoudse | Zwolle        | SV                        |                  | | [ 53 ] [ 62 ] |
| Dordrecht-Centrum                    |                                                  | 793          | 1892              | D. van Luttikhuizen, drs. A. van der Zwan, H. van der Ham (bijzondere dienst)                                                                                    | Dordrecht     | SV                        |                  | | [ 53 ]        |
| Dordrecht-Zuid                       | Zuidhovenkerk                                    | 804          | 1963              | drs. R. Jansen, drs. G.J.H. Vogel (bijzondere dienst) | Dordrecht     |                           | GKv              | | [ 53 ]        |
| Drachten                             | Eben-Haëzer                                      | 510          | 1909              | J. Nutma, J. Jonkman (emeritus) | Leeuwarden    |                           |                  | | [ 53 ]        |
| Driebergen                           | Immanuelkerk                                     | 324          | 1921              | K. Visser | Utrecht       | SV                        |                  | | [ 53 ]        |
| Drogeham                             | Maranatha                                        | 293          | 1930              | drs. M.J. Keulen | Leeuwarden    | HSV                       |                  | | [ 53 ]        |
| Dronten                              | Ontmoetingskerk                                  | 442          | 1965              | drs. J. Oosterbroek, H. Jonkman (emeritus) | Zwolle        | NBV                       | NGK & GKv        | | [ 53 ]        |
| Ede                                  | De Tabernakel                                    | 557          | 1923              | dr. A. Versluis, J. van Amstel (emeritus; gaat niet meer voor)                                                                                                   | Amersfoort    |                           |                  | | [ 53 ]        |
| Eemdijk                              | Eben-Haëzer                                      | 286          | 1933              | drs. S. Griffioen, R. van Beek (emeritus; gaat niet meer voor)                                                                                                   | Amersfoort    | HSV                       |                  | | [ 53 ]        |
| Eindhoven                            | Schootsekerk                                     | 287          | 1929              | drs. A. van de Bovekamp, A. van der Maarl (emeritus; gaat niet meer voor), drs.J Vogel (emeritus)                                                                | Utrecht       |                           | NGK & GKv        | | [ 53 ]        |
| Elburg                               |                                                  | 311          | 1897              | drs. J. de Bruin | Zwolle        | SV                        |                  | | [ 53 ]        |
| Emmeloord                            | De Hoeksteen                                     | 695          | 1951              | drs. A. Hofland | Zwolle        |                           | NGK              | | [ 53 ]        |
| Emmen                                | Bethel                                           | 497          | 1953              | drs. H.J. Vazquez | Hoogeveen     | NBV                       |                  | | [ 53 ]        |
| Enkhuizen                            |                                                  | 38           | 2001              | drs. J. Hooiveld (GKv) | Haarlem       |                           | GKv              | Volledige samenwerking met GKv sinds 2006.                                                                                            | [ 53 ]        |
| Enschede-Oost                        | Renatakerk                                       | 397          | 1900              | D. Dunsbergen | Apeldoorn     | NBV                       | NGK & GKv        | | [ 53 ]        |
| Enschede-West                        | Maranathakerk                                    | 293          | 1954              | drs. A.S. de Jong | Apeldoorn     |                           | NGK & GKv        | | [ 53 ]        |
| Ermelo                               | De Voorhof                                       | 481          | 1933              | drs. H. de Bruijne | Amersfoort    |                           | GKv              | | [ 53 ]        |
| Franeker                             | De Voorhof                                       | 31           | 1925              | A. de Braak (GKv), dr. J.M. Burger (GKv; bijzondere dienst), D.J.K.G. Ruiter (emeritus)                                                                          | Leeuwarden    |                           | GKv              | Volledige samenwerking met GKv sinds 2017.                                                                                            | [ 53 ]        |
| Genemuiden                           |                                                  | 302          | 1981              | drs. A.J. Droger, prof. dr. A. Huijgen (bijzondere dienst), W. van Benthem (emeritus)                                                                            | Zwolle        | HSV                       |                  | | [ 53 ] [ 63 ] |
| Gent                                 | Rehobôth (Evangelisch Centrum)                   |              |                   | Jelis Verschoof |               |                           |                  | Kerk in België; behoort kerkelijk onder Dordrecht-Centrum.                                                                            | [ 53 ]        |
| Goes                                 | Maranathakerk                                    | 640          | 1958              | drs. J.P. Rozema | Middelburg    |                           | GKv              | | [ 53 ]        |
| Gorinchem                            | Immanuël                                         | 169          | 1929              | vacant | Dordrecht     |                           | GKv              | | [ 53 ]        |
| Gouda                                | Lichtwijzer                                      | 331          | 1894              | dr. B. Loonstra | 's-Gravenhage |                           | GKv              | | [ 53 ]        |
| 's-Gravendeel                        | Ichthuskerk                                      | 435          | 1895              | vacant | Dordrecht     |                           |                  | | [ 53 ]        |
| 's-Gravenhage-Scheveningen           | Thaborkerk                                       | 203          | 1946              | drs. W.L. van der Staaij | 's-Gravenhage | SV                        |                  | | [ 53 ]        |
| 's-Gravenmoer                        | Eben Haëzer                                      | 211          | 1898              | drs. A. Mak | Dordrecht     |                           |                  | | [ 53 ]        |
| 's-Gravenzande                       | Maranathakerk                                    | 254          | 1916              | drs. A. Voorwinden, drs. C. Agterhof (emeritus, gaat niet meer voor)                                                                                             | 's-Gravenhage | HSV                       |                  | | [ 53 ]        |
| Groningen                            | Jeruzalemkerk, Maranathakerk, De Hoeksteen       | 1932         | 1893              | drs. R. Bikker, drs. W.C. van Slooten, drs. H.M. van der Vegt (emeritus)                                                                                         | Groningen     |                           | NGK & GKv        | Volledige samenwerking met NGK sinds 2003.                                                                                            | [ 53 ]        |
| Haamstede                            | Ontmoetingskerk                                  | 111          | 1956              | vacant, M. Dijkstra (bijzondere dienst), A.G. Boogaard (emeritus)                                                                                                | Middelburg    | NBV                       |                  | | [ 53 ]        |
| Haarlem-Goede Herderkerk             | Goede Herderkerk                                 | 404          | 1893              | M.P. Hofland, J.K.C. Kronenberg (emeritus, gaat niet meer voor)                                                                                                  | Haarlem       |                           |                  | In 2003 ontstaan door samenvoeging van Haarlem-Centrum (1893), en Haarlem-Noord (1928).                                               | [ 53 ]        |
| Haarlem-Het Open Huis                | Het Open Huis                                    | 146          | 2016              | evangelist D. van Beek | Haarlem       |                           |                  | | [ 53 ]        |
| Hardenberg                           | Sjaloomkerk                                      | 237          | 1892              | D.A. Brienen | Hoogeveen     |                           |                  | Tot 2009 vestigingsplaats Lutten. | [ 53 ]        |
| Harderwijk                           | De Zaaier                                        | 539          | 1900              | W.N. Middelkoop, drs. B. Reinders (emeritus) | Amersfoort    | HSV                       |                  | | [ 53 ]        |
| Harlingen                            | De Haven                                         | 44           | 1893              | vacant | Leeuwarden    |                           | GKv              | Volledige samenwerking met GKv sinds 2012.                                                                                            | [ 53 ]        |
| Hasselt                              | Sporthal De Prinsenhof, De Koningshof            | 375          | 1936              | vacant, J. Germs (emeritus, gaat niet meer voor) | Zwolle        |                           | GKv              | | [ 53 ]        |
| Hattem                               | De Veste                                         | 64           | 1961              | vacant | Zwolle        |                           | NGK & GKv        | | [ 53 ]        |
| Heerde                               | Rehobothkerk                                     | 342          | 1948              | vacant, G. van de Groep (emeritus) | Zwolle        | HSV                       |                  | | [ 53 ]        |
| Hengelo                              | De Morgenster                                    | 168          | 1955              | drs. L.G. Compagnie (NGK), R.R. Roth (GKv), D.P. Verdouw (emeritus)                                                                                              | Apeldoorn     |                           | NGK & GKv        | | [ 53 ]        |
| 's-Hertogenbosch                     | Toevluchtkerk                                    | 99           | 1972              | vacant, drs. W. Steenbergen (emeritus, gaat niet meer voor) | Utrecht       | HSV                       |                  | | [ 53 ]        |
| Hillegom                             | Open Hof                                         | 116          | 1921              | evangelist S.J.C. Parmentier | Haarlem       |                           |                  | | [ 53 ]        |
| Hilversum                            | Kompas, De Schuilhof                             | 437          | 2014              | G. Oosterhuis (GKv), drs. H.Raveling, drs. W. van 't Spijker (bijzondere dienst), prof. dr. J.W. Maris (emeritus)                                                | Amsterdam     | NBV                       | GKv              | In 2014 ontstaan door samenvoeging van Hilversum-Centrum (1907), en Hilversum-Oost (1951). Volledige samenwerking met GKv sinds 2014. | [ 53 ]        |
| Hoofddorp                            | De Graankorrel                                   | 345          | 1994              | drs. N. Vennik | Haarlem       |                           |                  | | [ 53 ]        |
| Hoogeveen                            | Centrumkerk, Ichthuskerk                         | 1175         | 1904              | drs. L van Dalen, drs. J.W. Moolhuizen, dr. J. van 't Spijker (bijzondere dienst), drs. R. Hol (emeritus, gaat niet meer voor), drs. R. van de Kamp (emeritus)   | Hoogeveen     |                           | NGK              | | [ 53 ]        |
| Hoorn                                |                                                  |              |                   | |               |                           |                  | Behoort kerkelijk onder Broek op Langedijk.                                                                                           | [ 53 ]        |
| Huizen                               |                                                  | 178          | 1932              | drs. C. de Jong, D. Quant (emeritus) | Amsterdam     | HSV                       | GKv              | | [ 53 ]        |
| IJmuiden                             | Petrakerk                                        | 108          | 1910              | S. de Bruine (GKv) | Haarlem       |                           | GKv              | Volledige samenwerking met GKv sinds 2004.                                                                                            | [ 53 ]        |
| Kampen                               | Eben-Haëzerkerk                                  | 428          | 1893              | drs. A. Hakvoort | Zwolle        |                           | NGK & GKv        | | [ 53 ]        |
| Kantens                              |                                                  | 108          | 2007              | vacant, P.C. de Lange (emeritus, gaat niet meer voor) | Groningen     |                           |                  | | [ 53 ]        |
| Katwijk aan Zee                      | Bethelkerk                                       | 404          | 1944              | vacant | 's-Gravenhage | SV                        |                  | | [ 53 ]        |
| Kerkwerve                            | Pniëlkerk                                        | 327          | 1958              | drs. A.D. Fokkema, drs. G.J. Capellen (emeritus) | Middelburg    | SV                        |                  | | [ 53 ]        |
| Kornhorn                             |                                                  | 302          | 1903              | vacant | Groningen     |                           |                  | | [ 53 ]        |
| Leerdam                              |                                                  | 263          | 1915              | drs. J. van Walsem | Utrecht       | HSV                       |                  | | [ 53 ] [ 64 ] |
| Leeuwarden                           | Bethelkerk                                       | 856          | 1893              | drs. H. Carlier, drs. M.B. Visser, C.A. den Hertog (emeritus) | Leeuwarden    |                           | GKv              | | [ 53 ]        |
| Leiden                               | Opstandingskerk                                  | 362          | 1904              | drs. A.J. van der Toorn, drs. W.M. den Hertog (bijzondere dienst), J. Groenleer (emeritus), prof.dr. G.C. den Hertog (emeritus)                                  | 's-Gravenhage |                           | GKv              | | [ 53 ]        |
| Lelystad                             | Het Anker                                        | 301          | 1975              | drs. S.P. Roosendaal, A. Broersma (emeritus) | Zwolle        |                           | NGK              | | [ 53 ]        |
| Lisse                                | Veldhorststraatkerk, Het Witte Kerkje, Salvatori | 217          | 1897              | A.C.N. Geertsma (GKv) | Haarlem       |                           | NGK & GKv        | Volledige samenwerking met NGK en GKv sinds 2005.                                                                                     | [ 53 ]        |
| Maarssen                             | De Hoeksteen                                     | 213          | 1908              | drs. C. Brouwer | Utrecht       |                           |                  | | [ 53 ]        |
| Maassluis                            | Bethelkerk                                       | 100          | 1893              | drs. M. Bot | Rotterdam     | HSV                       |                  | | [ 53 ] [ 65 ] |
| Meerkerk                             |                                                  | 363          | 1926              | drs. W.E. Klaver, K. Hoefnagel (emeritus) | Utrecht       | SV                        |                  | | [ 53 ]        |
| Meppel                               | De Hoeksteen                                     | 189          | 1921              | vacant, J.J. Lof (emeritus) | Hoogeveen     |                           |                  | | [ 53 ]        |
| Middelburg                           | Gasthuiskerk                                     | 522          | 1936              | E.B. Renkema | Middelburg    | NBV                       | GKv              | | [ 53 ]        |
| Middelharnis                         |                                                  | 451          | 1931              | vacant, prof.dr. A. Baars (emeritus), P. den Butter (emeritus), drs. G.R. Procee (emeritus)                                                                      | Rotterdam     | SV                        |                  | | [ 53 ]        |
| Midwolda                             | Crux Ancora Vitae                                | 68           | 1895              | vacant | Groningen     | HSV                       |                  | | [ 53 ]        |
| Mijdrecht                            | De Wegwijzer                                     | 158          | 1954              | vacant, G. Vos (emeritus) | Amsterdam     |                           |                  | | [ 53 ]        |
| Mussel                               | De Ark                                           | 618          | 1913              | vacant | Groningen     |                           | GKv              | | [ 53 ]        |
| Naarden                              |                                                  | 66           | 1943              | vacant, J. Bos (emeritus), A.K. Wallet (emeritus) | Amsterdam     | SV                        |                  | | [ 53 ] [ 66 ] |
| Nieuw-Vennep                         | De Fontein                                       | 301          | 1895              | drs. D.J. van Vliet | Haarlem       | HSV                       |                  | | [ 53 ] [ 67 ] |
| Nieuwe Pekela                        |                                                  | 294          | 1910              | drs. J.R. Bulten | Groningen     | HSV                       |                  | | [ 53 ]        |
| Nieuwegein                           | De Rank                                          | 96           | 1984              | F.H. Blokhuis (NGK), drs. H.J. Boersma (GKv), K.T. de Jonge (emeritus)                                                                                           | Utrecht       |                           | NGK & GKv        | Volledige samenwerking met NGK en GKv sinds 2022.                                                                                     | [ 53 ]        |
| Nieuweroord/Nieuw-Balinge            |                                                  | 139          | 1907              | drs. C. Cornet | Hoogeveen     | HSV                       |                  | | [ 53 ]        |
| Nieuwkoop                            |                                                  | 192          | 1917              | vacant, A. van de Weerd (emeritus) | 's-Gravenhage | SV                        |                  | | [ 53 ]        |
| Nieuwpoort                           |                                                  | 245          | 1899              | drs. G.J. Post, M. van der Sluys (emeritus) | Rotterdam     | SV                        |                  | | [ 53 ]        |
| Nijkerk                              | De Kandelaar                                     | 298          | 1958              | drs. J.J.G. den Boer | Amersfoort    | HSV                       |                  | | [ 53 ] [ 68 ] |
| Nijmegen                             | De Boskapel                                      | 142          | 1937              | dr. C.C. den Hertog | Apeldoorn     | NBV                       | GKv              | Volledige samenwerking met GKv sinds 2010.                                                                                            | [ 53 ]        |
| Noordeloos                           | Rehoboth                                         | 587          | 1836              | vacant, R. Kok (emeritus) | Utrecht       | HSV                       |                  | | [ 53 ]        |
| Noordscheschut                       |                                                  | 365          | 1957              | vacant, drs. J.G. Kortleven (emeritus), J. Sijtsma (emeritus) | Hoogeveen     |                           |                  | | [ 53 ]        |
| Nunspeet                             | Dorpskerk, Oenenburgkerk                         | 1094         | 1936              | P.D.J. Buijs, drs. M. Visser (bijzondere dienst), drs. B. de Graaf (emeritus)                                                                                    | Amersfoort    | HSV                       |                  | | [ 53 ]        |
| Nunspeet-Ichthus                     | Driestwegkerk                                    | 653          | 2016              | J.G. Schenau | Amersfoort    | HSV                       |                  | | [ 53 ]        |
| Onstwedde                            |                                                  | 357          | 1912              | vacant | Groningen     | HSV                       |                  | | [ 53 ]        |
| Opperdoes                            |                                                  | 326          | 1902              | drs. P.A. Kok, H. de Graaf (emeritus) | Haarlem       | HSV                       |                  | | [ 53 ]        |
| Oud-Beijerland                       | Gedachteniskerk                                  | 557          | 1895              | vacant, dr. J.W. van Pelt (emeritus) | Rotterdam     | HSV                       |                  | | [ 53 ] [ 69 ] |
| Oud-Vossemeer                        |                                                  | 136          | 1946              | vacant | Middelburg    | SV                        |                  | | [ 53 ] [ 70 ] |
| Ouderkerk aan de Amstel              | Elimkerk                                         | 268          | 1923              | W.J. van Gent | Amsterdam     | SV                        |                  | | [ 53 ] [ 71 ] |
| Papendrecht                          | Elimkerk                                         | 523          | 1912              | vacant, S. Otten (emeritus) | Dordrecht     |                           |                  | | [ 53 ]        |
| Poederoijen                          |                                                  | 96           | 1943              | vacant | Dordrecht     | SV                        |                  | | [ 53 ]        |
| Purmerend                            | De Schuilplaats                                  | 140          | 1973              | dr. N.C. Smits | Amsterdam     |                           |                  | | [ 53 ]        |
| Putten                               | De Hoeksteen                                     | 264          | 1961              | drs. T. Wijnsma | Amersfoort    | HSV                       |                  | | [ 53 ]        |
| Renswoude                            | 't Podium                                        | 496          | 2012              | vacant, drs. J.M.J. Kieviet (emeritus) | Utrecht       |                           |                  | | [ 53 ]        |
| Ridderkerk                           | Elimkerk                                         | 132          | 1962              | vacant, J. van Dijken (emeritus), H. van den Heuvel (emeritus)                                                                                                   | Rotterdam     | HSV                       |                  | | [ 53 ] [ 72 ] |
| Rijnsaterwoude                       |                                                  | 88           | 1906              | vacant | 's-Gravenhage |                           |                  | | [ 53 ]        |
| Rijnsburg                            | Eben-Haëzerkerk                                  | 431          | 1911              | drs. L.A. den Butter, prof.dr. T.M. Hofman (emeritus), C. Westerink (emeritus)                                                                                   | 's-Gravenhage |                           |                  | | [ 53 ]        |
| Rotterdam-Alexanderpolder            | Alexanderkerk                                    | 182          | 2003              | B. van Zuijlekom (NGK), drs. E.J. van der Linde (bijzondere dienst)                                                                                              | Rotterdam     |                           | NGK              | Volledige samenwerking met NGK sinds 2003.                                                                                            | [ 53 ]        |
| Rotterdam-Centrum                    | Rehobothkerk                                     | 76           | 1892              | vacant, J. Manni (emeritus) | Rotterdam     |                           |                  | | [ 53 ]        |
| Rotterdam-Charlois (ICF)             | De Swaef                                         | 262          | 1945              | drs. C.H. Legemaate, D.J. van Vuuren (emeritus) | Rotterdam     |                           |                  | | [ 53 ]        |
| Rotterdam-Kralingen                  | Jeruzalemkerk                                    | 260          | 1980              | drs. A.J.T. Ruis | Rotterdam     | SV                        |                  | In 1930 opgericht als Gereformeerde Gemeente in Hersteld Verband, in 1980 aangesloten bij de CGK.                                     | [ 53 ] [ 73 ] |
| Rotterdam-Oost/Capelle aan de IJssel | Ontmoetingskerk                                  | 282          | 1955              | drs. L.J. Koopman, drs. G. van 't Spijker (emeritus, gaat niet meer voor)                                                                                        | Rotterdam     | HSV                       | GKv              | | [ 53 ] [ 74 ] |
| Rotterdam-Zuid                       | Nebokerk                                         | 132          | 1926              | vacant, drs. G.J. Bruijn (GKv; bijzondere dienst), R.J. Stolper (GKv; bijzondere dienst), drs. W.P. de Groot (emeritus)                                          | Rotterdam     | NBV                       | GKv              | Volledige samenwerking met GKv sinds 2013.                                                                                            | [ 53 ]        |
| Rozenburg                            | Adventskerk                                      | 126          | 1908              | vacant, R.J. Blok (GKv; emeritus; gaat niet meer voor), drs. G.L. Born (emeritus; gaat niet meer voor)                                                           | Rotterdam     | NBV                       | GKv              | Volledige samenwerking met GKv sinds 2017.                                                                                            | [ 53 ]        |
| Sassenheim                           | Havenkerk                                        | 140          | 1924              | vacant | Haarlem       | NBV                       |                  | | [ 53 ]        |
| Scherpenzeel                         | De Breehoek                                      | 611          | 1996              | vacant | Amersfoort    | NBV                       |                  | | [ 53 ]        |
| Siegerswoude-De Wilp                 | Elim                                             | 214          | 1960              | D. van der Zwaag | Leeuwarden    |                           |                  | | [ 53 ]        |
| Sliedrecht (Beth-El)                 | Beth-El kerk                                     | 1286         | 1894              | | Dordrecht     | SV                        |                  | | [ 53 ] [ 75 ] |
| Sliedrecht (Eben-Haëzer)             | Eben-Haëzerkerk                                  | 357          | 1962              | H. Peet, W.W. Nijdam (emeritus), J.W. Schoonderwoerd (emeritus)                                                                                                  | Dordrecht     | HSV                       |                  | | [ 53 ] [ 76 ] |
| Sneek                                |                                                  | 227          | 1906              | G. Bruinsma (GKv), B. Witzier (emeritus) | Leeuwarden    |                           | GKv              | Volledige samenwerking met GKv sinds 2007.                                                                                            | [ 53 ]        |
| Soest                                |                                                  | 142          | 1923              | drs. J.L. de Jong, W. Kok (emeritus; gaat niet meer voor) | Amersfoort    | HSV                       |                  | | [ 53 ]        |
| Spijkenisse                          | De Ark                                           | 168          | 1967              | drs. J. van den Os | Rotterdam     | HSV                       |                  | | [ 53 ]        |
| Sint Jansklooster                    |                                                  | 168          | 1952              | vacant, prof.dr. M.J. Kater (bijzondere dienst) | Zwolle        | HSV                       |                  | | [ 53 ]        |
| Stadskanaal                          | De Lichtbron                                     | 202          | 1954              | A.J. van Zuijlekom (GKv) | Groningen     |                           | GKv              | Volledige samenwerking met GKv sinds 2018.                                                                                            | [ 53 ]        |
| Steenwijk                            | Eben Haëzerkerk                                  | 151          | 1893              | K. Jonkman | Hoogeveen     |                           | GKv              | | [ 53 ]        |
| Surhuisterveen                       | De Regenboog                                     | 285          | 1980              | drs. A. Dorst | Leeuwarden    |                           | GKv              | Volledige samenwerking met GKv sinds 2018.                                                                                            | [ 53 ]        |
| Thesinge                             |                                                  | 80           | 1940              | vacant | Groningen     |                           |                  | | [ 53 ]        |
| Tholen                               |                                                  | 43           | 1946              | vacant, A. den Boer (emeritus) | Middelburg    | SV                        |                  | | [ 53 ]        |
| Ulrum                                | Eben-Haëzer                                      | 122          | 1895              | drs. A. Veuger | Groningen     | HSV                       |                  | | [ 53 ] [ 77 ] |
| Urk (Eben-Haëzer)                    | Eben-Haëzerkerk                                  | 1672         | 1894              | A. van Heteren, drs. A.C. Uitslag | Zwolle        | SV                        |                  | | [ 53 ]        |
| Urk (Ichthus)                        | Ichthuskerk                                      | 1940         | 2005              | drs. R. de Jong, H.K. Sok | Zwolle        | HSV                       |                  | | [ 53 ] [ 78 ] |
| Urk (Maranatha)                      | Maranathakerk, De Schuilplaats, Immanuelkerk     | 3573         | 1976              | drs. W.A. Capellen, H. Polinder, drs. J. van Vulpen, C. Bos (emeritus), J. Brons (emeritus; gaat niet meer voor), H. Korving (emeritus), J. Westerink (emeritus) | Zwolle        | SV                        |                  | | [ 53 ]        |
| Utrecht-Centrum                      | Singelkerk                                       | 192          | 1892              | drs. M. Bergsma | Utrecht       | NBV                       | NGK & GKv        | | [ 53 ]        |
| Utrecht-West                         | Mattheüskerk                                     | 463          | 1948              | drs. D.J.T. Hoogenboom, drs. J.A. de Kok, drs. J.H. Bonhof (bijzondere dienst)                                                                                   | Utrecht       | HSV                       |                  | | [ 53 ] [ 79 ] |
| Veendam-Wildervank                   | De Kandelaar                                     | 127          | 1912              | vacant | Groningen     | NBV                       | GKv              | Volledige samenwerking met GKv sinds 2010.                                                                                            | [ 53 ]        |
| Veenendaal (Bethel)                  | Bethelkerk                                       | 1910         | 1896              | L.C. Buijs, drs. J.C. Wessels (bijzondere dienst), dr. C.W. Buijs (emeritus; gaat niet meer voor)                                                                | Amersfoort    |                           |                  | | [ 53 ]        |
| Veenendaal (Pniël)                   | Pniëlkerk                                        | 1180         | 1956              | drs. H.M. Mulder, drs. F.W. van der Rhee, drs. P.L.D. Visser (bijzondere dienst), H.H. Klomp (emeritus)                                                          | Amersfoort    | HSV                       |                  | | [ 53 ] [ 80 ] |
| Veenwouden/Feanwâlden                |                                                  | 83           | 1930              | dr. D.J. Steensma | Leeuwarden    |                           | GKv              | | [ 53 ]        |
| Vianen                               |                                                  | 115          | 1928              | vacant | Utrecht       | SV                        |                  | | [ 53 ]        |
| Vlaardingen                          | Eben-Haëzerkerk                                  | 248          | 1908              | C.J. Droger, W. van Sorge (emeritus; gaat niet meer voor), A. Stehouwer (emeritus)                                                                               | Rotterdam     | HSV                       |                  | | [ 53 ]        |
| Werkendam                            | Rehoboth                                         | 553          | 1911              | drs. D. Bos | Dordrecht     | SV                        |                  | | [ 53 ]        |
| Winschoten                           | De Rank                                          | 245          | 1962              | G. Huisman | Groningen     |                           |                  | | [ 53 ]        |
| Woerden                              | Rehobothkerk                                     | 283          | 1893              | dr. A. Jansen | Utrecht       |                           | GKv              | Volledige samenwerking met GKv. | [ 53 ]        |
| Zaamslag                             |                                                  | 180          | 1912              | drs. S.M. Buth, H.H. de Haan (emeritus) | Middelburg    | SV                        |                  | | [ 53 ]        |
| Zaandam                              |                                                  | 123          | 1893              | evangelist H.M. Veurink, drs. A.G. van der Heijden (bijzondere dienst), P.J. van Dam (emeritus(                                                                  | Amsterdam     |                           |                  | | [ 53 ]        |
| Zeewolde                             | Maranathakerk                                    | 150          | 1995              | J.W. Wüllschleger | Amersfoort    |                           |                  | | [ 53 ]        |
| Zeist                                |                                                  | 124          | 1896              | drs. J. Hoefnagel | Utrecht       | HSV & SV                  |                  | | [ 53 ] [ 81 ] |
| Zierikzee                            |                                                  | 798          | 1836              | J. van Langevelde, drs. C.J. van den Boogert (emeritus), H.J.Th. Velema (emeritus)                                                                               | Middelburg    | HSV                       |                  | | [ 53 ]        |
| Zoetermeer                           | Het Lichtbaken                                   | 276          | 1980              | drs. M. Biewenga (NGK), vacant (CGK), prof.dr. H.G.L. Peels (bijzondere dienst), G. Drayer (emeritus), drs. A.P. van Langevelde (emeritus)                       | 's-Gravenhage |                           | NGK              | Volledige samenwerking met NGK sinds 2022.                                                                                            | [ 53 ]        |
| Zuidlaren                            |                                                  | 264          | 1982              | vacant | Groningen     |                           |                  | | [ 53 ]        |
| Zutphen                              | De Bron                                          | 222          | 1914              | vacant, drs. W. de Bruin (bijzondere dienst) | Apeldoorn     |                           | GKv              | | [ 53 ]        |
| Zwaagwesteinde/De Westereen          | Rehobothkerk                                     | 298          | 1916              | drs. A.A.L. Aalderink | Leeuwarden    |                           |                  | | [ 53 ]        |
| Zwijndrecht                          | Rehobothkerk                                     | 358          | 1918              | J. Breman | Dordrecht     | HSV                       | GKv              | | [ 53 ]        |
| Zwolle                               | Noorderkerk, Verrijzeniskerk, Zuiderhof          | 4811         | 1895              | H.C. Mijnders, drs. W.J. Plantinga, prof.dr. H.J. Selderhuis (bijzondere dienst), A. Hilbers (emeritus; gaat niet meer voor), A. van der Veer (emeritus)         | Zwolle        |                           | NGK & GKv        | | [ 53 ]        |

| Plaats          | Naam kerkgebouw | Jaar van ontstaan | Jaar van opheffing | Bijzonderheden                                                                                        | Bron(nen)     |
| --------------- | --------------- | ----------------- | ------------------ | --- | ------------- |
| Alblasserdam    |                 | 1967              | 2021               | | [ 82 ]        |
| Bussum          |                 | 1904              | 2004               | Samengegaan met de kerk van Huizen.                                                                   | [ 53 ] [ 83 ] |
| Lutjegast       |                 | 1947              | 2009               | | [ 84 ]        |
| Nieuw-Amsterdam |                 | 1895              | 2018               | | [ 85 ]        |
| Oosterbeek      |                 | 1932              | 2003               | Samengegaan met de kerk van Bennekom. Van 2003 tot 2021 was er nog wel een preekplaats in Oosterbeek. | [ 86 ]        |
| Rotterdam-West  |                 | 1926              | 2009               | | [ 87 ]        |
| Schiedam        | De Hoeksteen    | 1894              | 2019               | Formeel opgeheven per 31 december 2018; laatste dienst op 3 januari 2019.                             | [ 88 ]        |

## Bekende personen

### Bekende personen uit de geschiedenis van de Christelijke Gereformeerde Kerk[en] in Nederland
- Johannes Schotel, Als predikant van betekenis tijdens opbouwfase na voortbestaan CGK in 1892
- Frederik Philip Louis Constant van Lingen Predikant en docent Theologische School
- Jacobus Wisse Predikant en docent Theologische School
- Adam van der Heijden Predikant en docent Theologische School
- Pieter Johannes Marie de Bruin Predikant en docent Theologische School
- Franciscus Lengkeek Hoogleraar Exegese Oude en Nieuwe Testament, Canoniek en Hermeneutiek
- Leendert Huibert van der Meiden Hoogleraar Exegese Oude en Nieuwe Testament
- Gerard Wisse, Hoogleraar Apologetiek, Homiletiek, Filosofie, bekend geworden als tijdredenaar
- Jan Jongeleen Bekend door zijn controverse met ds. G.H. Kersten over 'het genadeverbond'.
- Jacob Jan van der Schuit, Hoogleraar (Dogmatiek en Ethiek)
- Reinier Kok, Kwam tot het kerkverband over na geschorst te zijn binnen de Gereformeerde Gemeenten naar aanleiding van zijn opvattingen rondom 'het aanbod van genade'.
- Cor van Dis sr, Scheikundige, Lid van de Tweede Kamer namens de Staatkundig Gereformeerde Partij (SGP)
- Willem Kremer Hoogleraar Nieuwe Testament en Praktische theologie
- Jan Hovius (1900-1979) Hoogleraar Kerkgeschiedenis en Kerkrecht
- Berend Jakob Oosterhoff, Hoogleraar Oude Testament
- Frans Bakker, Bekend geworden door zijn boekje Gebedsgestalten (1963)
- Jan Hendrik Velema, Predikant-radiopresentator, omroepvoorzitter Evangelische Omroep, Betrokken bij oprichting Reformatorische Politieke Federatie (RPF)
- Jan van Genderen, Hoogleraar TUA (Systematische theologie)
- Cornelis Nicolas (Cor) van Dis jr. Lid van de Tweede Kamer namens de Staatkundig Gereformeerde Partij (SGP)
- Cornelis Jansen Verplanke, Burgemeester Anti Revolutionaire Partij (ARP)
- Rik Valkenburg, Schrijver & publicist
- Kees Boertien, Politicus, lid van de Tweede Kamer voor de ARP/CDA (1965-1971 en 1973-1975), lid Europees Parlement (1967-1971), minister van Ontwikkelingssamenwerking in kabinet Biesheuvel (1971-1973), Commissaris der Koningin in de provincie Zeeland (1975-1992).
- Wim Velema, Hoogleraar Nieuwe Testament, Praktische theologie, Ethiek
- Willem van 't Spijker, Hoogleraar Kerkgeschiedenis en Kerkrecht[89][90]
- Paulus den Butter[91] Initiatiefnemer Haamstedeconferentie
- Johannes Pieter Versteeg, Hoogleraar Nieuwe Testament, Missiologie
- Arie van der Veer, Predikant-presentator en voorzitter Evangelische Omroep [92]

### Bekende personen binnen en buiten de Christelijke Gereformeerde Kerk[en] in Nederland
- Arie Baars, hoogleraar TUA (2005-2014). Betrokken bij de heruitgave van puriteinse klassieken
- Jurjen ten Brinke, kerkplanter in Amsterdam en televisiepresentator. Broer van Arjen ten Brinke.
- Leen van Dijke, politicus en fractievoorzitter (RPF, later de ChristenUnie)
- Aart Jan de Geus, CDA minister van Sociale Zaken en Werkgelegenheid in de kabinetten Balkenende I, Balkenende II en Balkenende III.
- Adri van Heteren, predikant en redactielid Bewaar het Pand, secretaris namens het bestuur van de Gereformeerde Bijbelstichting.
- Gerard den Hertog, hoogleraar TUA (2002-2017). Publiceerde over de Duitse theoloog Dietrich Bonhoeffer.[93]
- Teunis Martinus Hofman (Sliedrecht, 18 augustus 1952), hoogleraar TUA (1997-2014).
- Arnold Huijgen, hoogleraar Protestantse Theologische Universiteit
- Maarten Kater, hoogleraar TUA Praktische theologie (2016-heden).
- Rien Kempeneers predikant en redactielid Bewaar het Pand.
- Andries Knevel, journalist, radio- en televisiepresentator (Evangelische Omroep)
- Johannes Willem Maris, hoogleraar TUA (1993-2008)
- Arjan van den Os (Harderwijk, 12 juni 1992), universitair docent Nieuwe Testament TUA
- Eric Peels, hoogleraar TUA (1993-2023). Vader van godsdienstfilosoof Rik Peels (1983).
- André Rouvoet, politicus en minister in het kabinet Balkenende IV (RPF, later de ChristenUnie), voorzitter Zorgverzekeraars Nederland.
- Herman Selderhuis, hoogleraar TUA Kerkgeschiedenis en kerkrecht (1997-heden)
- Arie Versluis, hoogleraar Oude Testament TUA
- Bart Wallet, hoogleraar Joodse studies: vroegmoderne en moderne Joodse geschiedenis aan de Universiteit van Amsterdam.

### Bekende ex-leden
- Stefan Paas, hoogleraar Vrije Universiteit Amsterdam, Theologische Universiteit Utrecht, University of Pretoria. Paas ging in 2022 over tot de Protestantse Kerk Nederland.

#### Historisch
- Praamsma, L. De kerk van alle tijden. Verkenningen in het landschap van de kerkgeschiedenis deel III en IV (1980)
- Selderhuis, J. H. (Red). Handboek Nederlandse Kerkgeschiedenis Hoofdstuk 6 en 7 (Kampen, 2006), ISBN 90-435-0926-4
- Rasker, A.J., De Nederlandse Hervormde Kerk vanaf 1795. Geschiedenis, theologische ontwikkelingen en de verhouding tot haar zusterkerken in de negentiende en twintigste eeuw (Kampen, 1986), ISBN 90 242 2322 9
- Zwaag, W. van der, Om de schat van Christus' bruid. Vaderlandse kerkgeschiedenis sinds Réveil en Afscheiding (Kampen, 1984), ISBN 90 6140 087 2
- Golverdingen, M. Kleine geschiedenis van de gereformeerde gezindte. Een ontwikkeling in hoofdlijnen (Heerenveen, 2006), ISBN 90-5829-721-7
- Keizer, G. De Afscheiding van 1834, haar aanleiding, naar authentieke brieven en bescheiden (Kampen, 1934)
- Algra, H. Het wonder van de negentiende eeuw. Van vrije kerken en kleine luyden, (Franeker, 1965), ISBN 90 6135 247 9
- Geels, J.W, P.J.M. de Bruin, G. Salomons, J.J. van der Schuit, J. Jongeleen, A.H. Hilbers, H. Janssen, L.H. van der Meiden, G. Wisse, Gedenkboek uitgegeven bij de herdenking der Afscheiding 1834 in opdracht van de Generale Synode der Christelijke Gereformeerde Kerk in Nederland (1934)
- Bruin, P.J.M. de, Het voortbestaan van de Christelijke Gereformeerde Kerk na 1892
- Schuit, J.J. van der, Na vijf en twintig jaren, beginseltrouw contra beginselverzaking (1919)
- Os, A. van den Is ds. Kersten een beetje boos op ons? Een onderzoek naar het conflict tussen ds. J.J. Jongeleen, Prof. J.J. van der Schuit met ds. G.H. Kersten periode 1928-1937 (bachelor scriptie)
- Drayer, M., W. van 't Spijker, J.H. Velema, En toch niet verteerd. Uit de geschiedenis van de Christelijke Gereformeerde Kerken sinds 1892 (Kampen, 1982)
- Spijker, W. van 't., J.N. Noorlandt, H. van der Schaaf, Een eeuw christelijk-gereformeerd. Aspecten van 100 jaar Christelijke Gereformeerde Kerken (Kampen, 1992), ISBN 90 242 6638 6
- Velema, J.H. De kerk centraal, zestig jaar in dienst van de kerken (Heerenveen, 2000) ISBN 90-5829-190-1
- Brienen, T. De Christelijke Gereformeerde Kerken in Nederland, serie wegwijs kerken en groeperingen (Kampen, 2002), ISBN 90 435 0490 4
- Noorlandt, Jan, Aline Hoogenboom-Versluis, Canon van de Christelijke Gereformeerde Kerken in Nederland, (Amsterdam, 2017), ISBN 978 90 5881 951 2
- Genderen, J. van, W. van 't Spijker, Luisteren en leren. Jubileumboek van de Theologische Universiteit 1894-1994 (Amsterdam, 1994), ISBN 90 6064 842 0
- Ham, H. van der Ambtsbroeders, Uit het leven van ds. F.P.L.C. van Lingen en ds. Jac. Wisse (Zwijndrecht, 2016) ISBN 978-90-8718-040-9
- Driel, C.M. van, Consolidatie en crisis, De Christelijke Gereformeerde Kerk tussen 1918 en 1945 (Heerenveen, 2018), ISBN 9789055605378

#### Leerstellig
- Hovius, J. en S. v.d. Molen, (red.) Uit de Levensbron, Wekelijkse predicatiën (1927- heden)
- Hovius, J. en A.H. Hilbers, (red.) Uit de Levensbron Heidelbergse Catechismus (- -)
- Boer, L.S. den., J. Tamminga, C. v.d. Zaal, (red.) Uit het schatboek, Heidelbergse Catechismus ( - - )
- Genderen, J. van., W.H. Velema Beknopte Gereformeerde dogmatiek (1992)
- Rijke, Joh de., Gerard Wisse een profetisch prediker (Boskoop 1993) ISBN 90-74755-02-X
- Velema, W.H. Door het Woord bewogen, (Leiden, 1996) ISBN 90-5030-610-1
- Heerma, W. De Verbondsleer der Christelijke Gereformeerde Kerk (1945)
- Genderen, J. van Verbond en verkiezing (1983)
- Meiden, L.H. van der, De kinderdoop (1930)
- Bruin, P.J.M. Het formulier van de kinderdoop (1937)
- Maris, J.C. Van het doopvont tot de bondsdis (1949)
- Spijker, W. van 't Zijn verbond en woorden. Over doop, belijdenis en avondmaal volgens de klassieke formulieren (1980) ISBN 90 6140 0449
- Baars, A. U en uw kinderen, de kinderdoop en de Bijbel (2015)
- Meiden, L.H. van der, De strijd des geloofs - voor jonge mensen over het doen van belijdenis des geloofs - (Dordrecht, 1929) [herziene uitgave 1946]
- Wisse, G. Uit het zielenleven, Over geloofszekerheid (Kampen, 2001), ISBN 90 6140 791 5
- Wisse, G. De rechte godsvrucht, inleiding door H. van der Ham (Kampen, 1994), ISBN 90 6140 372 3
- Wisse, G. De drie ambten van Christus heruitgave (Barneveld 2005), ISBN 90 5551 341 5
- Velema, J.H. Geloofsbeleving, vragen over geloof en geloofszekerheid (Heerenveen, 2000), ISBN 905829093X
- Velema, W.H. Geloof en gevoel, (Leiden, 1992)
- Velema, W.H. e.a. Delen in het heil, over de toe-eigening van het heil in Christus, (Kampen 1989)
- Baars, A. De wedergeboorte. Fundamentele vragen rond de noodzaak en het geheimenis van de wedergeboorte (2021)
- Veenendaal, J. Wat is christelijk-gereformeerde prediking? De kanselboodschap van 1953 toegelicht (1997)
- Velema, J.H. Wat is christelijk gereformeerd? (1947)
- Velema, J.H. Wie zijn wij? (Amsterdam, 1992), ISBN 90 6064 768 8
- Blom, G. e.a. De kerk een wonder (Houten, 1982) ISBN 90-331-0306-0
- Selderhuis, H.J. e.a. Liefde voor Gods kerk (Leiden, 1995) ISBN 90-5030-522-9
- Baars, A, Belijden in zevenvoud, zeven invloedrijke belijdenisgeschriften centraal: de Augsburgse Confessie, de Heidelbergse Catechismus, de Catechismus van Genève, de Westminster Confessie, de Korte Westminster Catechismus, de Nederlandse Geloofsbelijdenis en de Dordtse Leerregels
- Huijgen, A. Lezen en laten lezen, Gelovig omgaan met de Bijbel (2019)
- Kranendonk, D.H. (vertaling ds. J. van Limbeek) Evenwicht vol levenskracht. Het streven van de hoogleraren J.J. van der Schuit, G. Wisse en L.H. van der Meiden (2024) ISBN 978-94-0291-0872

#### Overige literatuur
- Cock, H. de, Verzamelde Geschriften 2 delen Voorwoord D. Deddens en W. van 't Spijker - Deze uitgave werd financieel gesteund door de Theologische Hogeschool van de Gereformeerde Kerken in Nederland, De Theologische Hogeschool van de Gereformeerde Kerken (Vrijgemaakt), de Theologische Hogeschool van de Christelijke Gereformeerde Kerken in Nederland, de Theologische School van de Gereformeerde Gemeenten in Nederland en Noord-Amerika - (Houten, 1984), ISBN 90 331 0417 2 (deel 1), ISBN 90 331 0418 0 (deel 2)
- Dekker, G. Zie hoe alles hier verandert. Het verloop van de gereformeerden. Wat speelt er in de Gereformeerde Kerken vrijgemaakt, de Nederlands Gereformeerde Kerken, de Christelijke Gereformeerde Kerken, de Gereformeerde Bond en de Gereformeerde Gemeenten? (Kampen, 2016), ISBN 978 90 435 26142
- Baars, A. e.a. Evangelicals, een verkenning. Opstellen over Amerikaanse evangelicalen en hun invloed op het gereformeerd protestantisme in Nederland (2017)
- Bruin, P.J.M. de, De kerkorde van Dordrecht anno 1618-'19 en de synodale bepalingen der Christelijke Gereformeerde Kerk (1894)
- Meiden, L.H. De Nieuwe Vertaling van de Bijbel (1952)
- Hovius J. De positie van de vrouw in Christus' Kerk (1950)
- Loonstra, B. Meedenken met Paulus, Letter en Geest in de bezinning op vrouw en ambt (2018) ISBN 978-90-5881-994-9
- Generale Synode CGK 2019-2022, Rapporten Vrouw en Ambt, (2023)
- Steensma, D. Geroepen tot de dienst (2024) Bijbels-theologische bezinning op de plaats van vrouwen in de kerk (2024) ISBN 978-90-4354-162-6